# Église Saint-Louis-en-l'Île

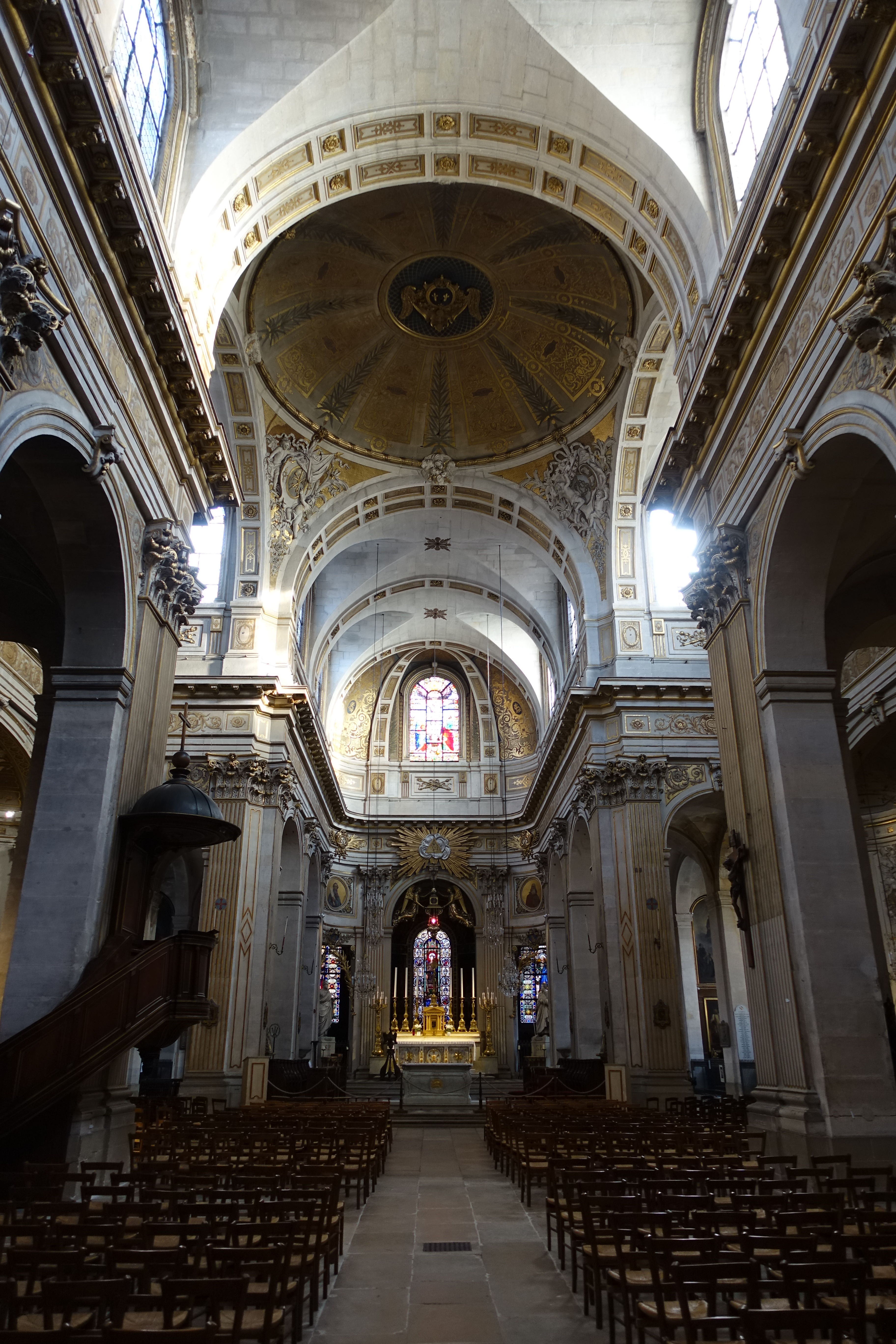
Intérieur de l'église.

L’église Saint-Louis-en-l’Île est située dans l’île Saint-Louis à l'angle de la rue Saint-Louis-en-l’Île et de la rue Poulletier. Cet édifice a été construit en plusieurs étapes de 1624 à 1726. Son saint patron est Saint Louis, roi de France.
La paroisse est actuellement une des plus petites du diocèse de Paris. Elle couvre la moitié de l’île de la Cité, l’île Saint-Louis en elle-même et l'ancienne île Louviers (la partie entre l’actuel boulevard Morland et la Seine).

## Origine du nom
L’église est dédiée à Louis IX qui régna sur la France de 1226 à 1270 et qui serait venu prier sur l’île aux Vaches, incorporée dans l’île Saint-Louis au moment du lotissement des lieux. Ce serait sur cet îlot qu'il prit la croix en 1269 avant de partir assiéger Tunis.
Il racheta à l'empereur de Constantinople, Baudouin II, une relique de la Couronne d'épines du Christ. L'imagerie populaire montre souvent le saint roi en possession de ces reliques pour lesquelles il fit bâtir la Sainte-Chapelle. Louis IX a été canonisé en 1297 par le pape Boniface VIII sous le nom de Saint Louis de France.

## Première église
En 1614, le roi Louis XIII autorise Christophe Marie, entrepreneur général des ponts de France, à lotir les îles. L'entrepreneur prit le soin de viabiliser l'île en comblant les bras séparant les îlots, entourant la nouvelle île d'un quai, traçant une rue en son centre et quelques voies vers la Seine. Enfin, il fait bâtir un pont de pierre reliant la rive droite et la paroisse Saint-Gervais, qui prendra son nom (pont Marie).
En 1623, sur demande des premiers habitants, le chapitre de la cathédrale, dont dépend le nouveau lotissement, fait construire une chapelle. En juillet de la même année, elle est érigée en paroisse indépendante. Appelée dans un premier temps Notre-Dame-en-l'Île, elle sera rebaptisée Saint-Louis en 1634. Cette première église avait son chœur orienté vers le sud, et sa façade donnait sur la rue centrale de l'île. Elle était entourée d'un cimetière et d'un marché.

## Construction de l’église actuelle
Le 10 décembre 1642, devant l'accroissement rapide de la population de l'île, il est décidé de détruire l'ancienne église devenue trop petite et de construire à la place une église paroissiale plus importante. Pour des raisons financières, les premiers travaux de fondation ne furent entrepris qu'en 1656[réf. nécessaire]. L'architecte François Le Vau (1613-1676), dont le frère cadet, Louis Le Vau, est plus connu pour avoir été un des architectes du château de Versailles, est chargé de dresser les plans de la nouvelle église. Elle sera cette fois orientée normalement, en direction de l'est, donc parallèle à la rue Saint-Louis. Le cimetière et le marché sont promis à disparaître.
Cette prestigieuse paternité est liée à la présence sur la paroisse d'un hôte de marque, ou plutôt d'une famille parmi les plus proches du monarque en place. Il s'agit de la dynastie Bontemps, propriétaire de la charge de premier valet de chambre du roi, et à ce titre ayant la plus grande proximité avec lui. Alexandre Bontemps réussit à trouver des financements difficiles en ayant l'oreille attentive du roi, et accès à ses largesses. Les Bontemps sont entre autres alliances, apparentés aux Lambert, dont l'hôtel orne la proue de l'île Saint-Louis[réf. nécessaire].
La première pierre du chœur est posée le 1er octobre 1664 par l'archevêque de Paris, Hardouin de Péréfixe, et l'autel est béni le 20 août 1679 par François de Harlay. Le Vau meurt en 1676 et le chœur sera terminé par Gabriel Le Duc, un des architectes du Val-de-Grâce. Dans un premier temps, le chœur est relié par un transept inachevé à l'ancienne église afin de servir de nef provisoire.
Le 2 février 1701, une tempête détruit la toiture de l'ancien bâtiment, blessant et tuant plusieurs fidèles.
Il devient donc impératif d'achever au plus vite la nouvelle église. Pierre Bullet, puis ultérieurement Jacques Doucet, sont chargés de poursuivre les travaux. Afin d'obtenir des fonds, une loterie royale est organisée (sur autorisation expresse du roi, toujours par la grâce des Bontemps), ce qui permet au cardinal de Noailles, en 1702, de poser la première pierre de la nef. Celle-ci ne sera achevée qu'en 1723, et le transept avec la coupole en 1725. Le 14 juillet 1726, 70 ans après les premiers travaux de fondation, l'église est finalement consacrée par l'évêque de Grenoble, Jean de Caulet.

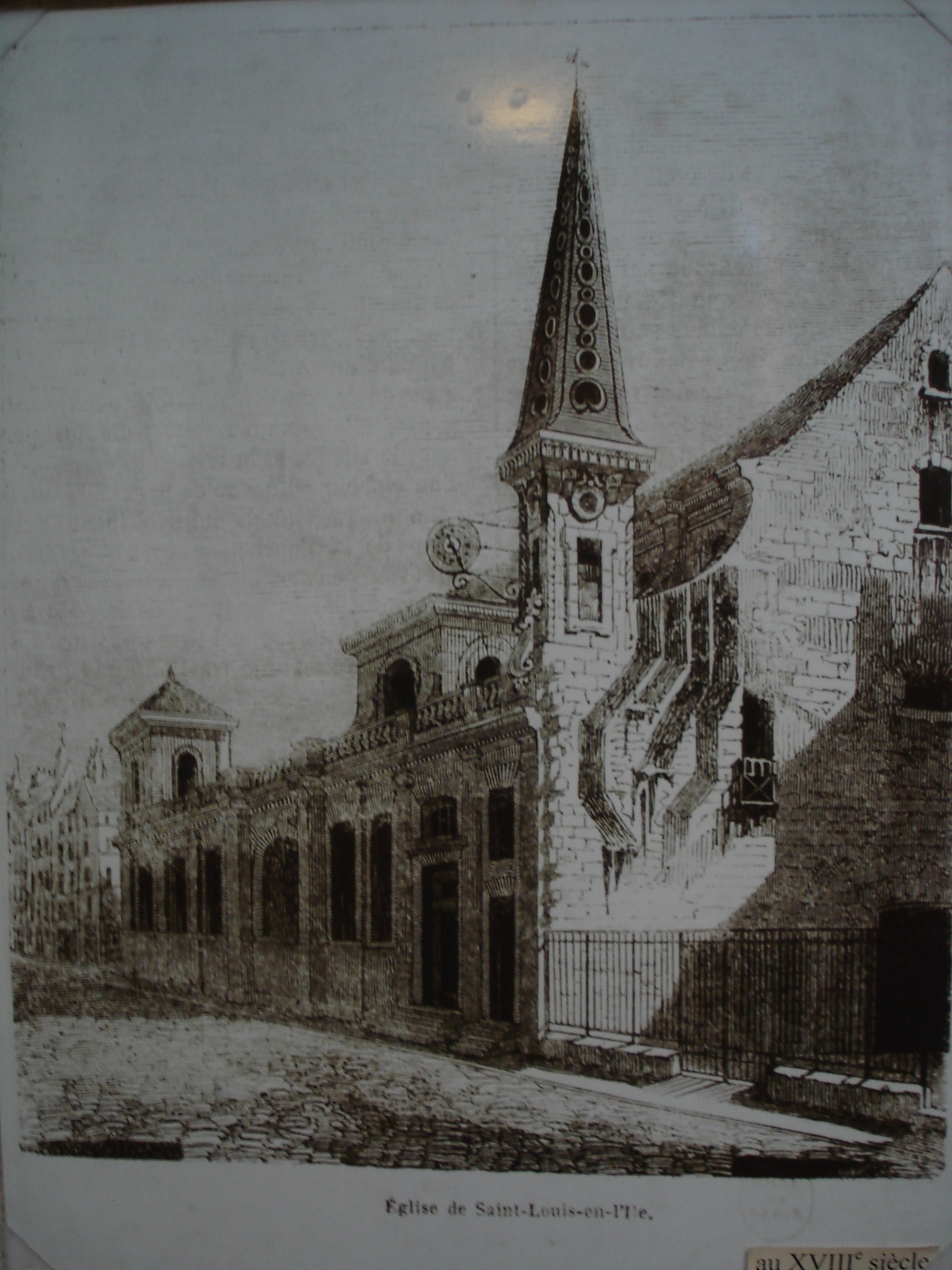
Gravure de l'église à la fin du XVIIIe siècle.

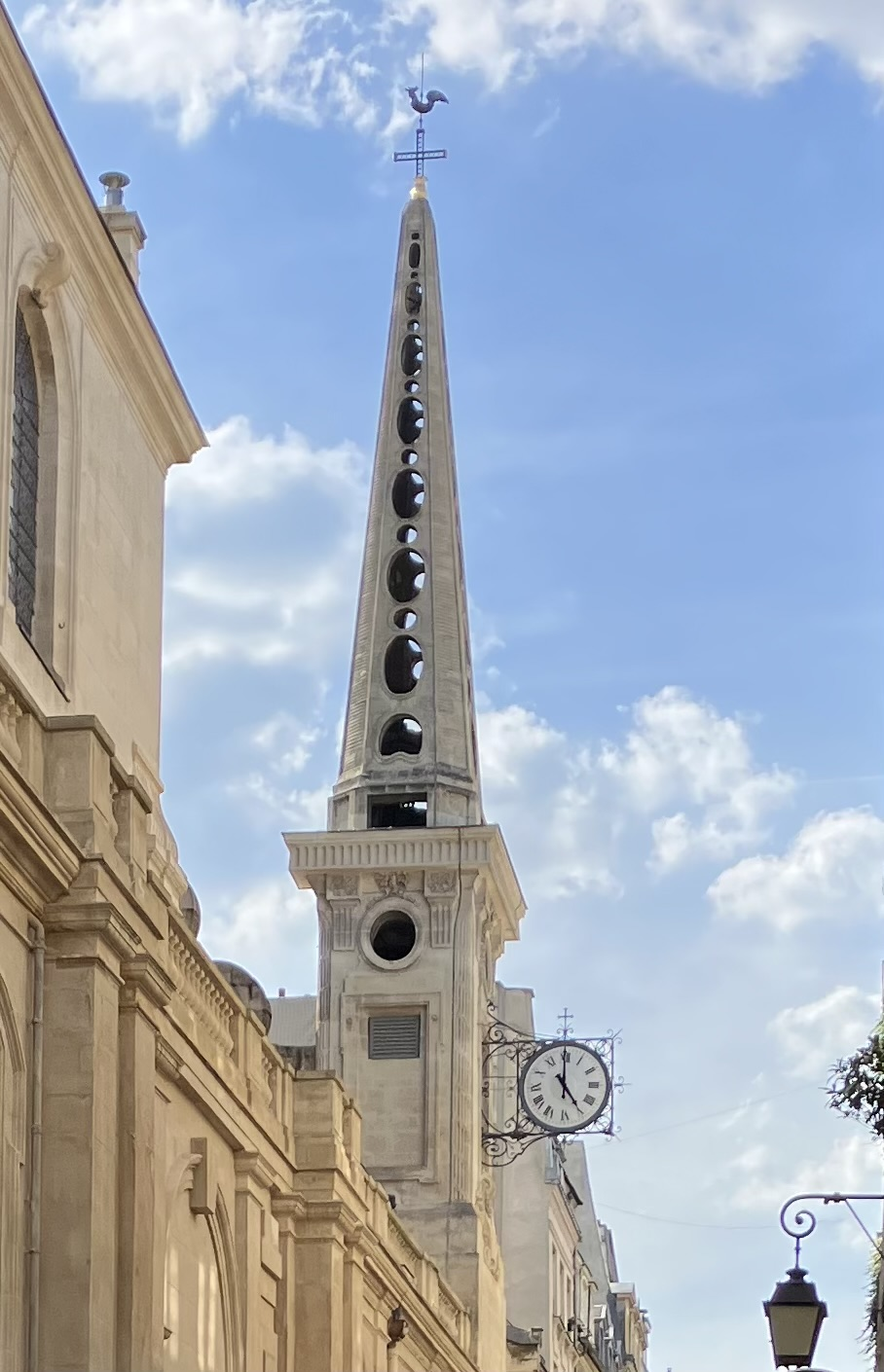
Le clocher avec des ajours.

Initialement, un campanile s'élevait à la croisée du transept. Celui-ci est détruit par la foudre en 1740, et remplacé en 1765 par le clocher actuel, haut de trente mètres. Celui-ci est remarquable par sa forme d'obélisque et ses nombreux ajours, afin d'éviter toute prise au vent qui souffle fortement sur l'île. Une lettre conservée à Amiens, dans laquelle l'architecte Oudot de Maclaurin indique qu'il a travaillé, vers 1765, à l'église Saint-Louis-en-l'Île, l'a amené à proposer de lui attribuer l'obélisque de cette église, œuvre originale dont l'architecte était alors inconnu. Léonore Losserand a donné le nom de l'architecte à partir des comptes de la fabrique de l'église : François Antoine Babuty, qui se faisait appeler François Antoine Babuty-Desgodets par reconnaissance envers son grand-père Antoine Desgodets qui l'avait élevé.
Réalisée suivant un plan gothique, mais de conception moderne avec inspiration italienne, l'église est la seule église du XVIIe siècle combinant un chevet plat avec un déambulatoire. Elle est longue de 60 m et large de 30 m. Son style initial dépouillé a été modifié et surchargé plusieurs fois au XVIIIe siècle et surtout au XIXe siècle pour la transformer en style baroque.

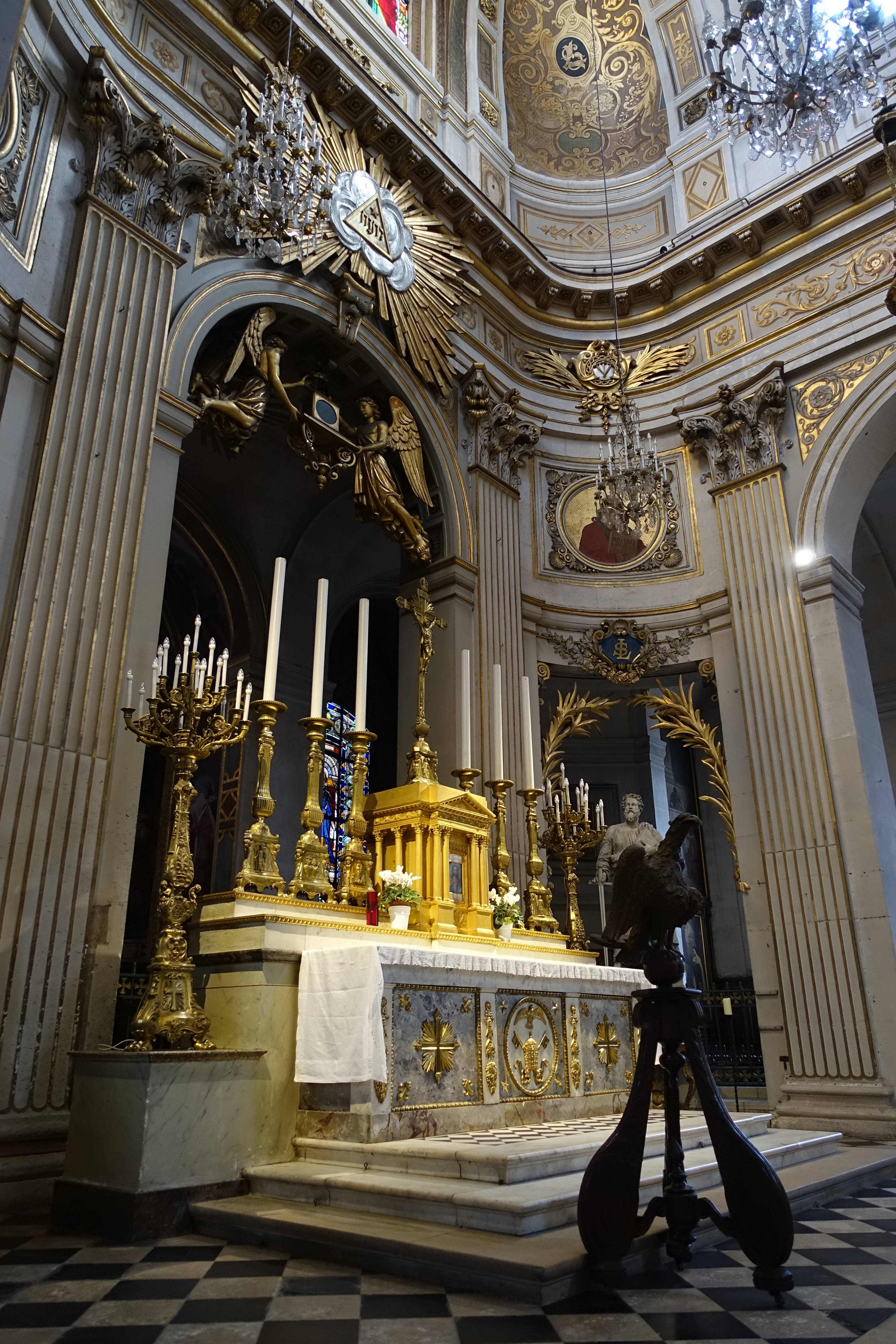
Maître-autel et tabernacle.

Dans ses plans initiaux, Le Vau avait projeté de construire un portail principal à colonnades ouvrant dans le transept nord sur la rue et une façade principale à l'ouest. Celle-ci n'a pu être réalisée en raison des nombreuses constructions existantes qui auraient dû être détruites. Un presbytère provisoire fut élevé sur cet endroit, et l'église est restée avec un pignon sans style à l'ouest et une entrée par la première chapelle latérale.
La décoration intérieure de l'église aurait été confiée à Jean-Baptiste de Champaigne (1631-1681), neveu du célèbre peintre Philippe de Champaigne. Elle a été réalisée sobrement, dans un style voisin de celle de l'église Saint-Jacques-du-Haut-Pas, toutes les dorures actuelles ne datant que du XIXe siècle. En 1744, un orgue a été installé dans la tribune par François-Henri Lescop (disparu à la Révolution). On peut y voir également un tableau de Carle van Loo, Saint Pierre guérissant un boiteux datant de 1742.
Dans l'église seront enterrés entre autres, Jean-Baptiste de Champaigne, peintre et marguillier (1681), et le poète Philippe Quinault (1688). Derrière le maître-autel se trouvait le caveau de la famille Bontemps.
Devant la plupart des dix-neuf chapelles de l’église, des dalles marquent l’emplacement des caveaux. Lors de l’installation des calorifères, ils ont été comblés et les dalles déplacées et retaillées. Certaines subsistent, en l’état, notamment devant les chapelles sud.

Dalles d’ouverture des caveaux
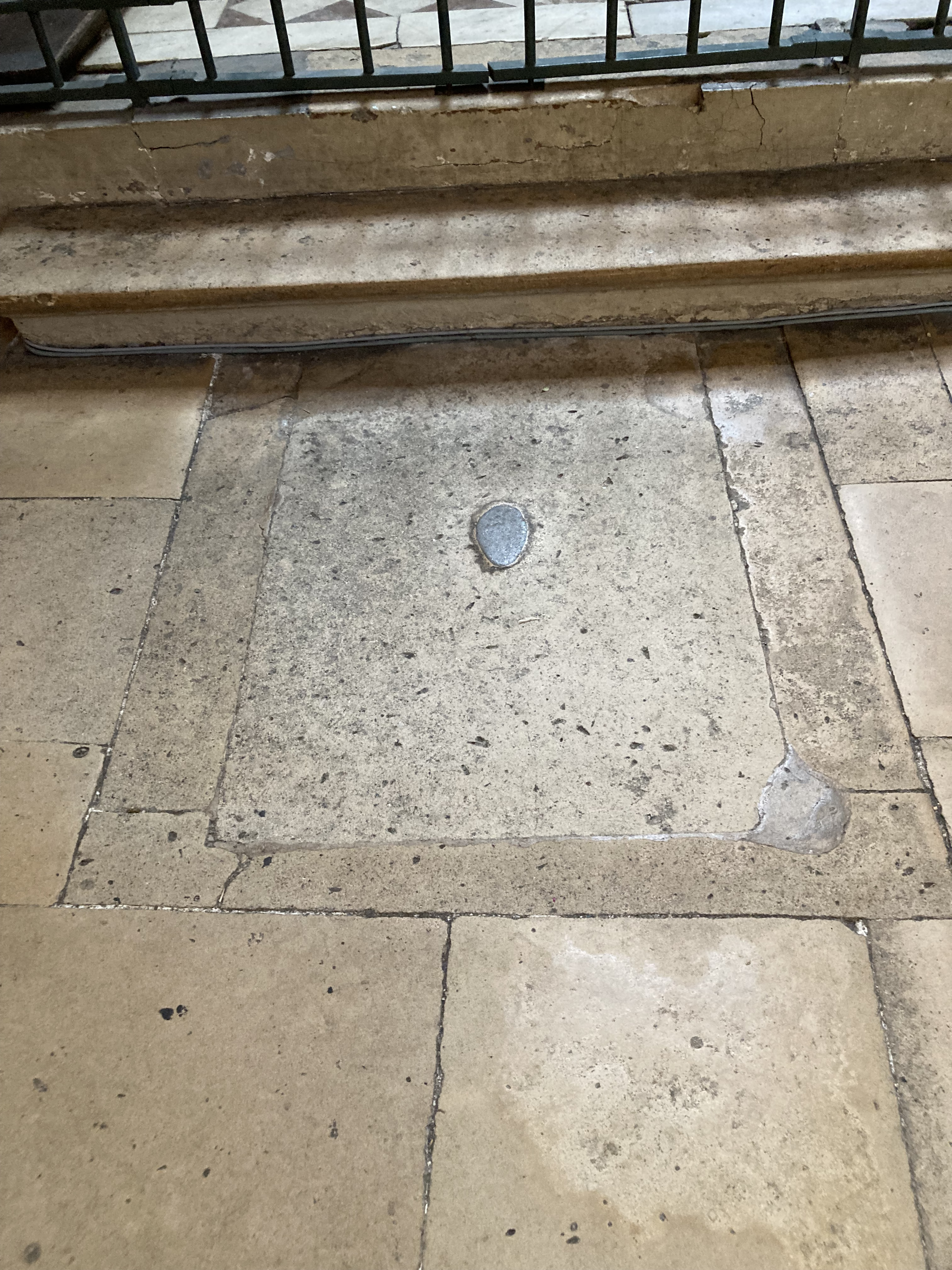
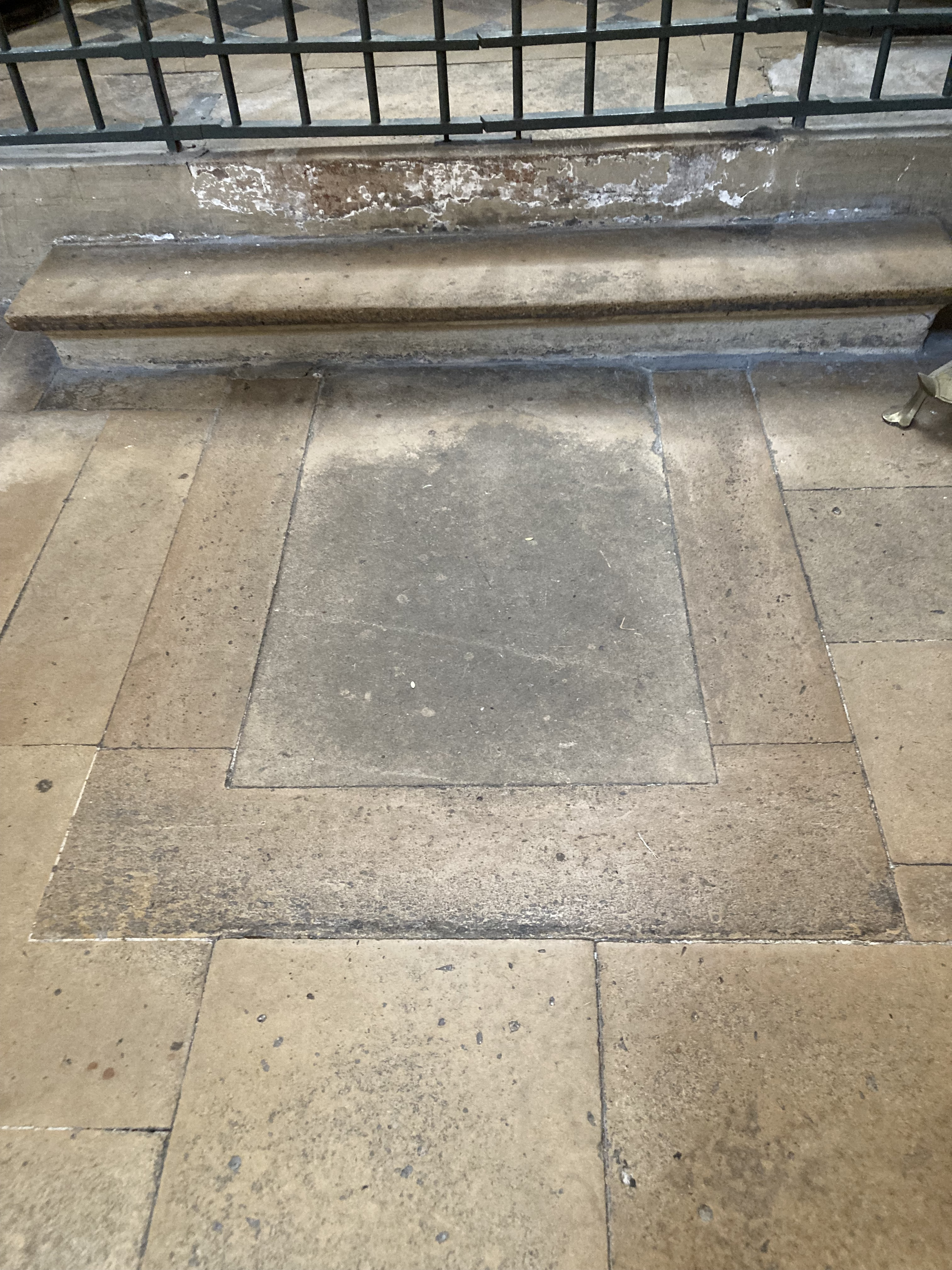

## Période révolutionnaire et napoléonienne
Corentin Coroller, curé de la paroisse depuis 1785, prête le serment constitutionnel. Le 26 janvier 1791, le sculpteur Étienne-Maurice Falconet y est inhumé. L’église n'en est pas moins désaffectée en 1791.
Le mobilier est pillé, les statues brisées, les métaux récupérables envoyés à l’hôtel de la Monnaie. Seules subsistèrent la statue de sainte Geneviève et celle de la Vierge Marie, toutes deux œuvres du sculpteur François Ladatte, situées dans les transepts. Elles furent transformées en représentations de la Liberté et de l’Égalité.
L’église sert de dépôt littéraire, avant que le bâtiment ne soit vendu comme bien national le 31 juillet 1798. L’acquéreur est un certain Fontaine qui dépensa la somme de 60 000 francs. Celui-ci décide de laisser l’église à la disposition du curé Coroller qui peut ainsi continuer à assurer le culte semi clandestin.
S’étant rétracté de son serment constitutionnel en 1795, il est nommé curé concordataire en 1802. Il accueille Pie VII en séjour à Paris pour le sacre de Napoléon. Le pape célébrera une messe le 10 mars 1805 dans une église dont les murs sont pour l’occasion, et afin de cacher les dégâts dus à la Révolution, recouverts de tapisseries des Gobelins.
Le 15 décembre 1817 la Ville de Paris rachète l’église à Fontaine. Coroller reste curé de la paroisse jusqu'en mai 1821.

## Période contemporaine

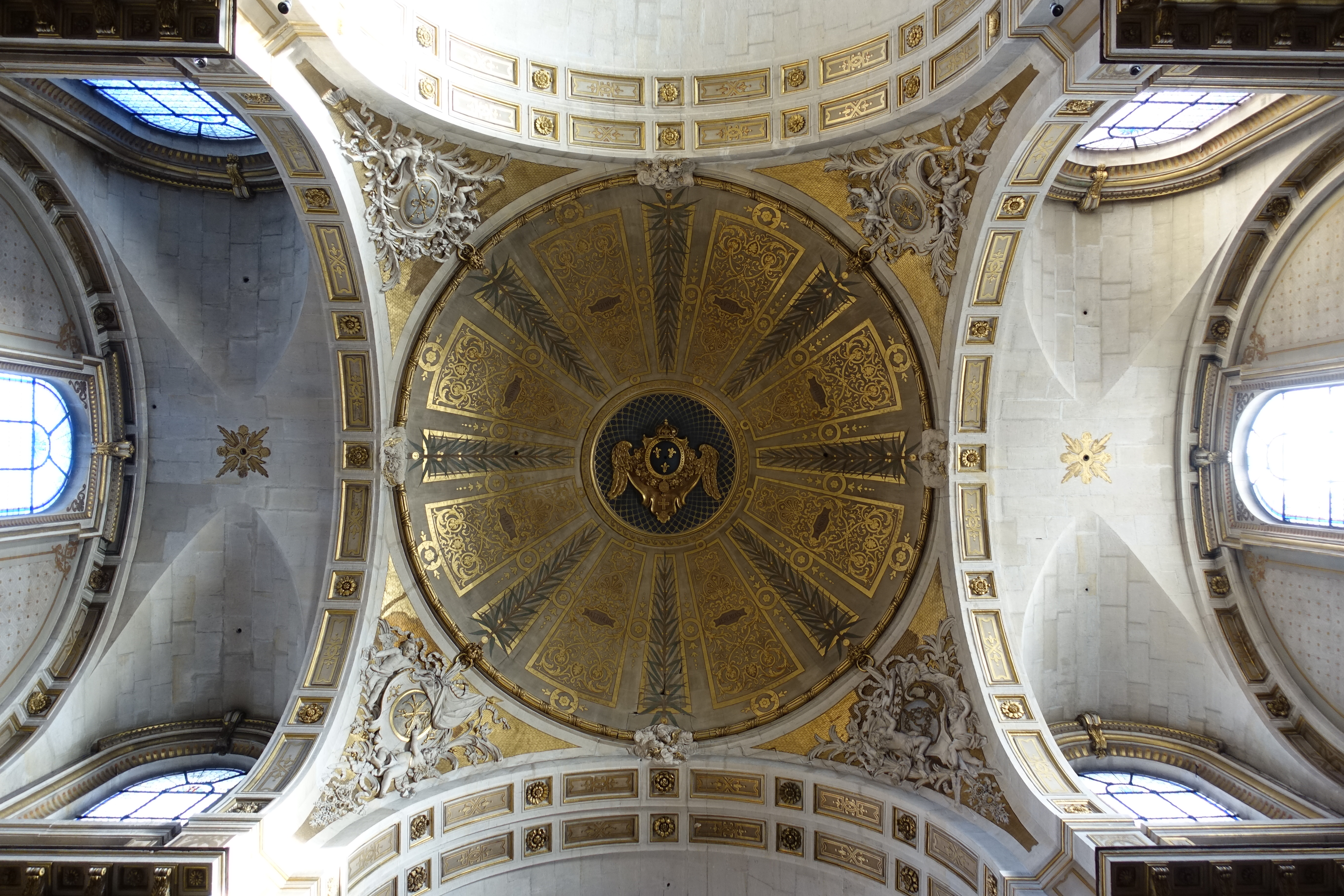
Le dôme.

Si la Ville de Paris fut donatrice des vitraux des chapelles du fond de l'église ainsi que de quelques œuvres d'art, l'aménagement tel qu'on le voit aujourd'hui est en grande partie due à la magnificence d'un prêtre. Louis-Auguste Napoléon Bossuet est le petit-neveu de Bossuet, le fameux « aigle de Meaux » et évêque de cette cité. Il est nommé curé de la paroisse en 1864. Jusqu'à sa mort qui surviendra en 1888, il dévolue une grande partie de sa fortune — en vendant notamment son immense bibliothèque d'ouvrages anciens — à la décoration de l'église et à l'achat de nombreuses œuvres d'art.
Il fait l'acquisition de la majeure partie des tableaux, ceux-ci ayant fait l'objet de commandes ou provenant d'églises disparues. C'est sous son mandat qu'apparaissent également les surcharges de dorures donnant un style néo-classique à ce bâtiment contemporain du XVIIe siècle.
Les ornements liturgiques qu'il a acquis proviennent notamment de l'ancienne abbaye royale de Longchamp, fondée par la sœur de Saint Louis, Isabelle de France. Pillée à la Révolution, il ne restait guère que des ruines avant les aménagements de l'hippodrome de Longchamp par Adolphe Alphand.
Le bâtiment a été classé monument historique le 20 mai 1915.
En 2020, un programme de restauration de l'église de trois ans est approuvé par la Ville de Paris pour un montant de 80 millions d'euros,,.

Chapelles
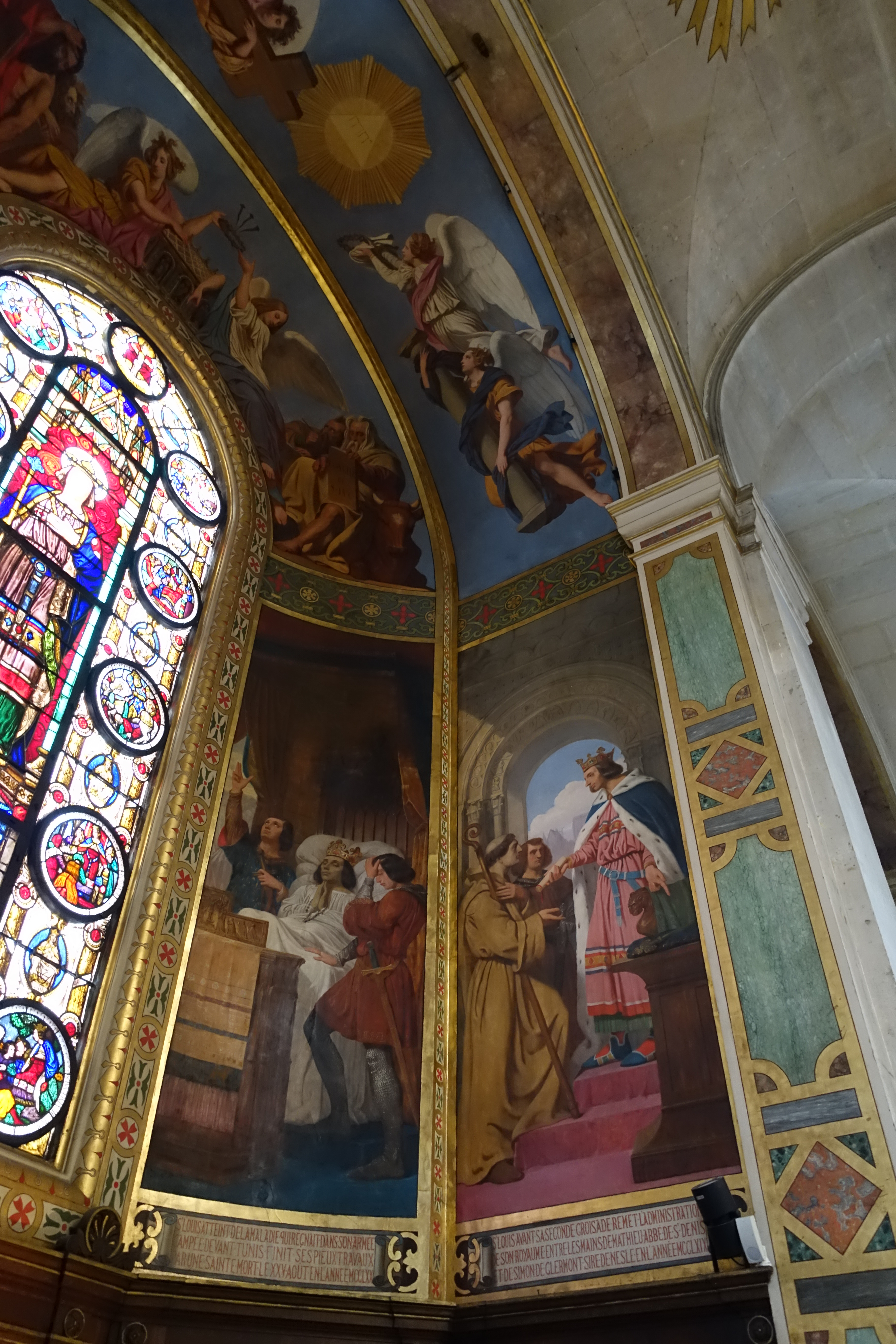
Chapelle Saint-Louis.
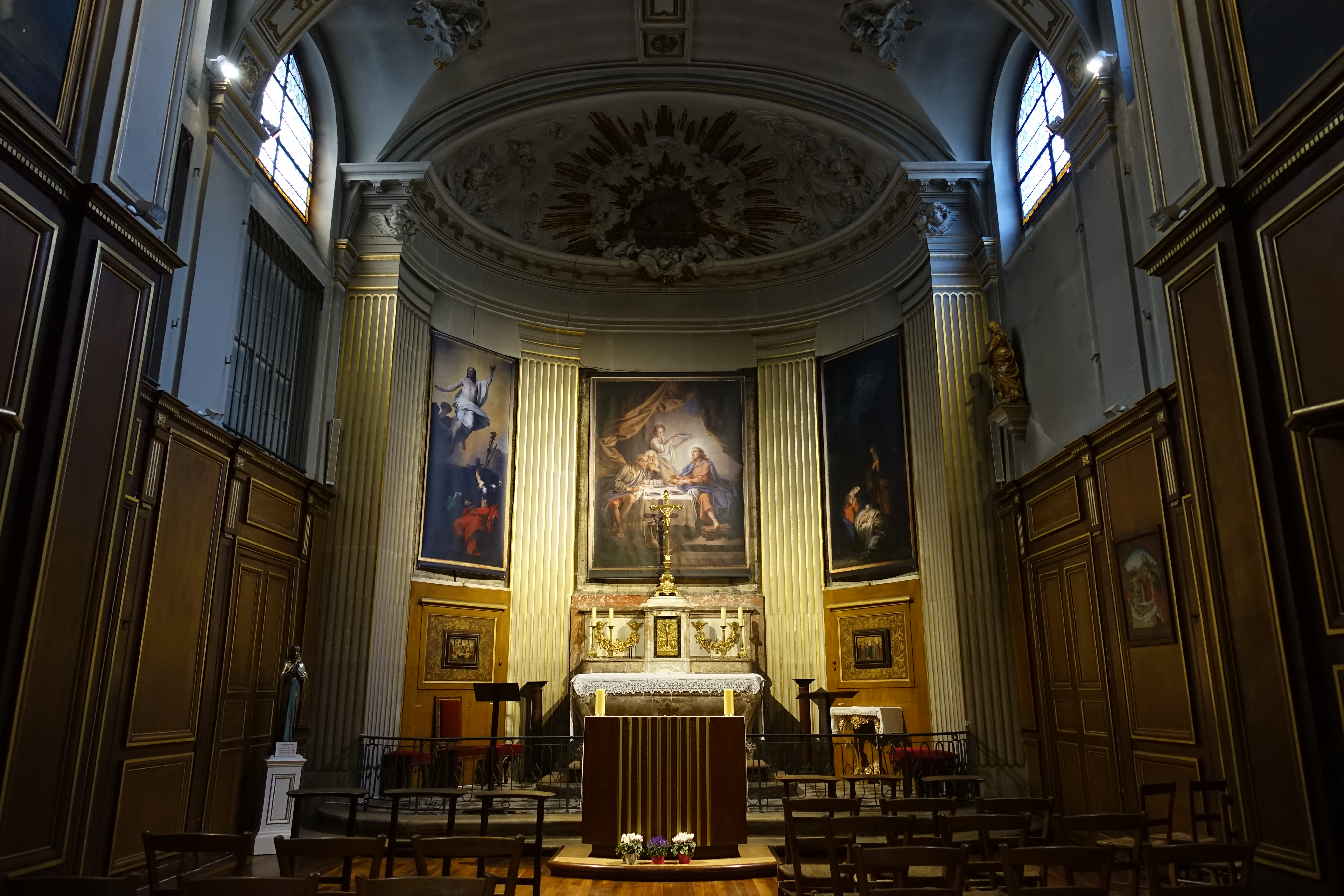
Chapelle de la Communion servant aux messes de semaine.
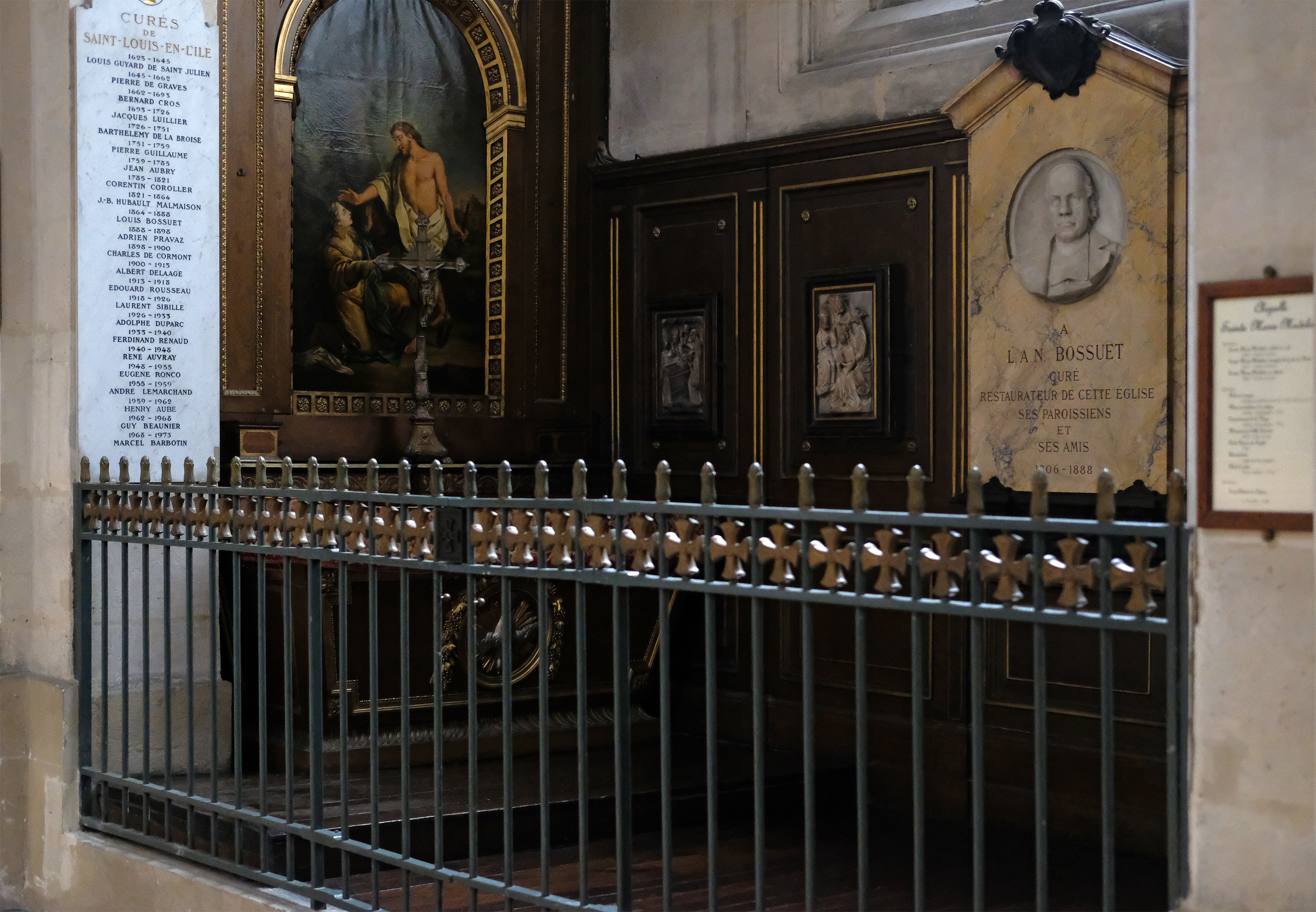
Chapelle Sainte-Marie-Madeleine et son Monument à l'abbé Bossuet, bienfaiteur de l'église.
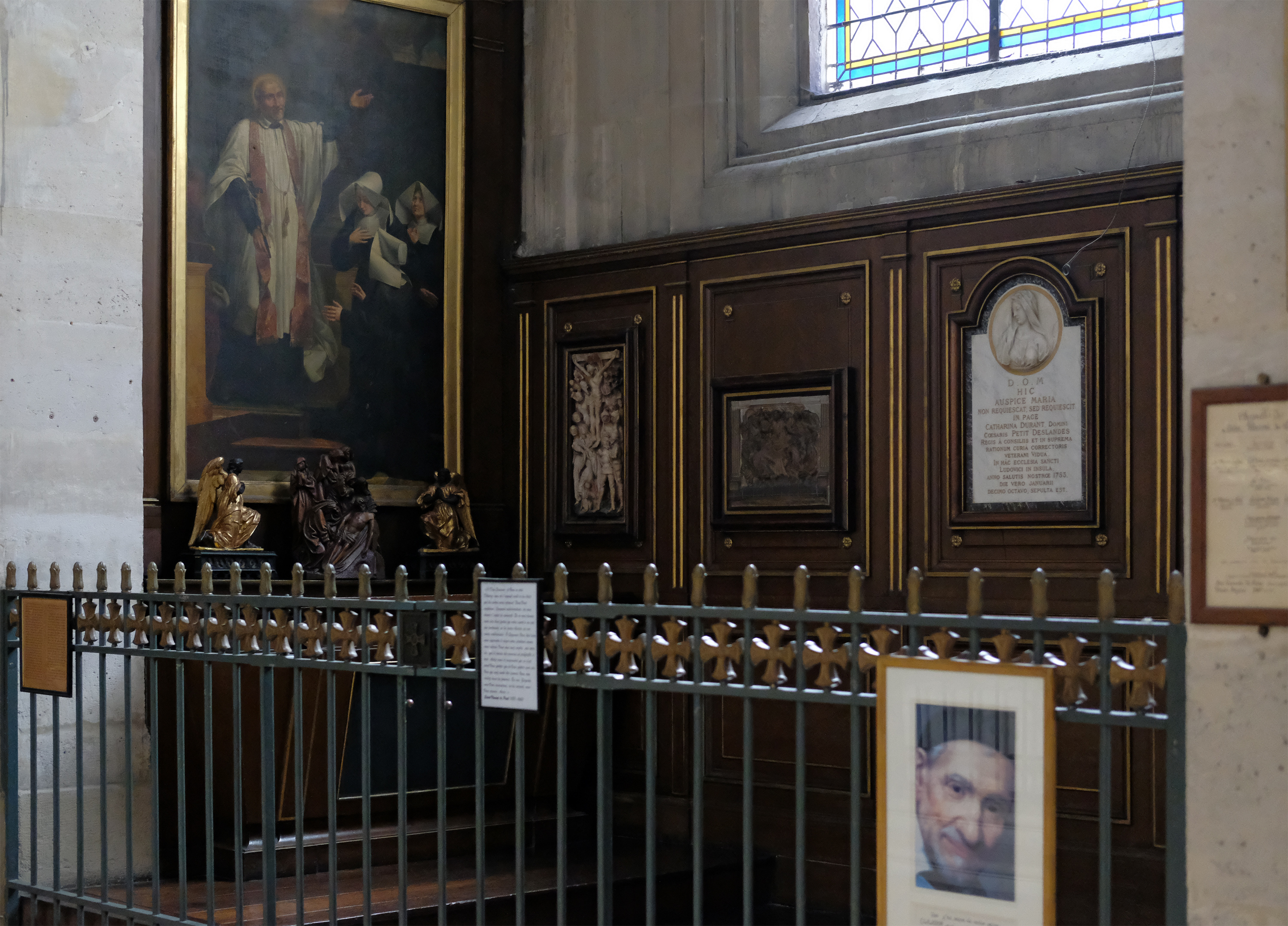
Chapelle Saint-Vincent-de-Paul avec un tableau d'André-Joseph Bodem.

## Les orgues
Le curé Bossuet avait investi dans un orgue à la mesure de l’église. Puis l’instrument resta inutilisé pendant plusieurs décennies. En 2005, la Ville de Paris fait installer un nouveau grand orgue de l'organier Bernard Aubertin, conçu sur le modèle des orgues d'Allemagne du Nord de l’époque baroque. Toutes les transmissions sont mécaniques.
Ses titulaires sont conjointement Vincent Rigot et Benjamin Alard.
L'église donne de nombreux concerts de musique religieuse classique tout au long de l’année.

L'orgue de tribune
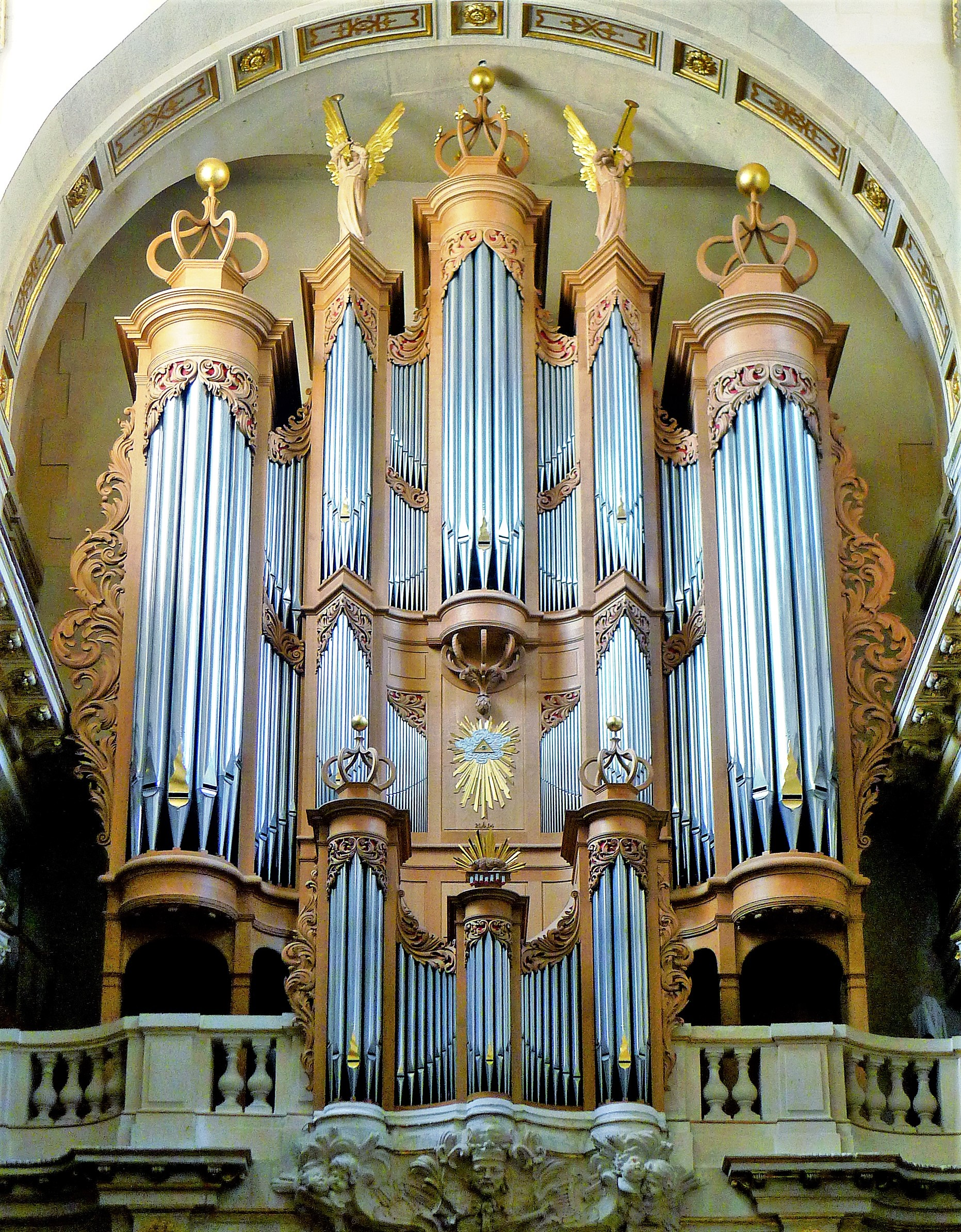
Vue d'ensemble.
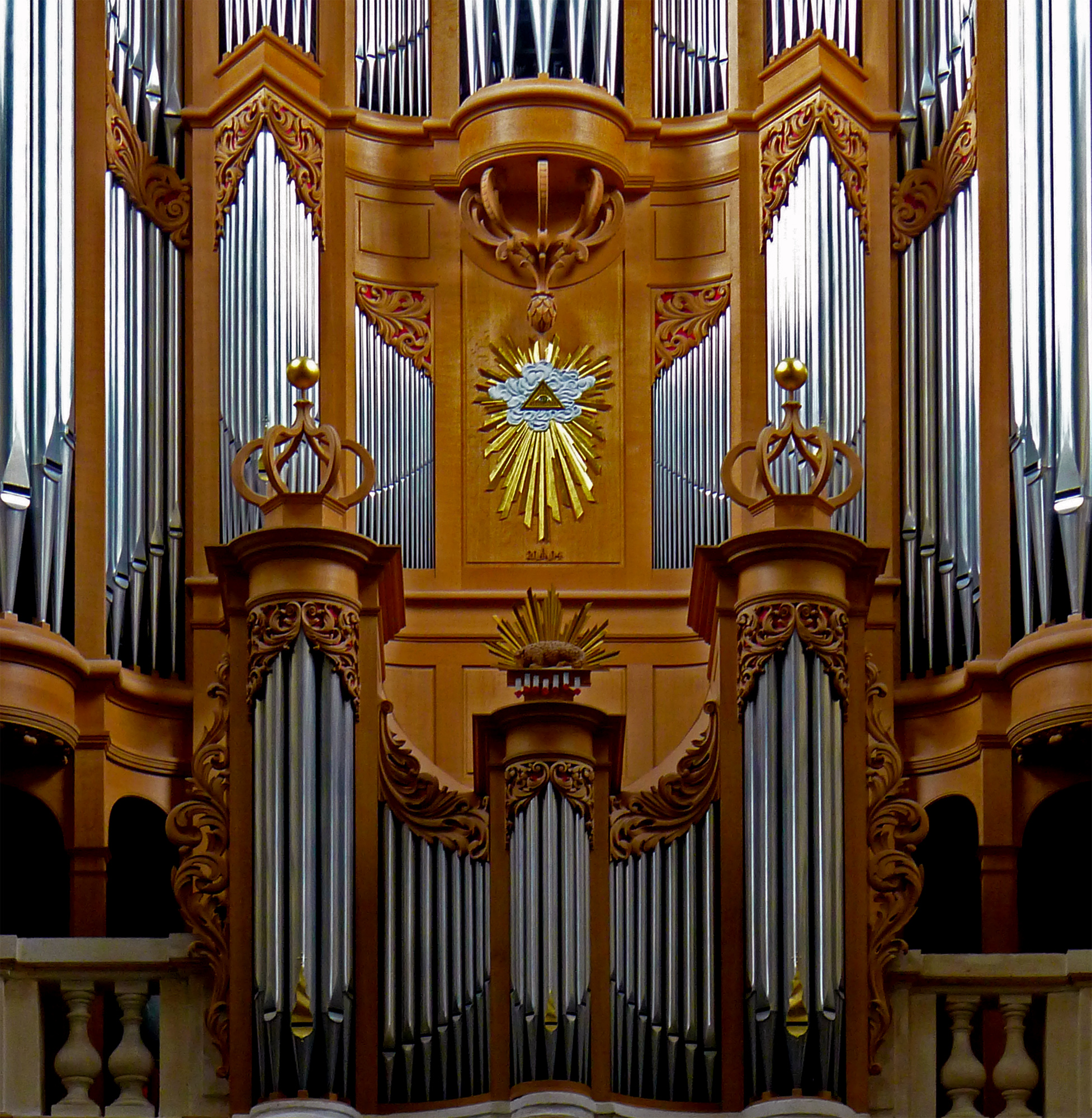
Détail du buffet.

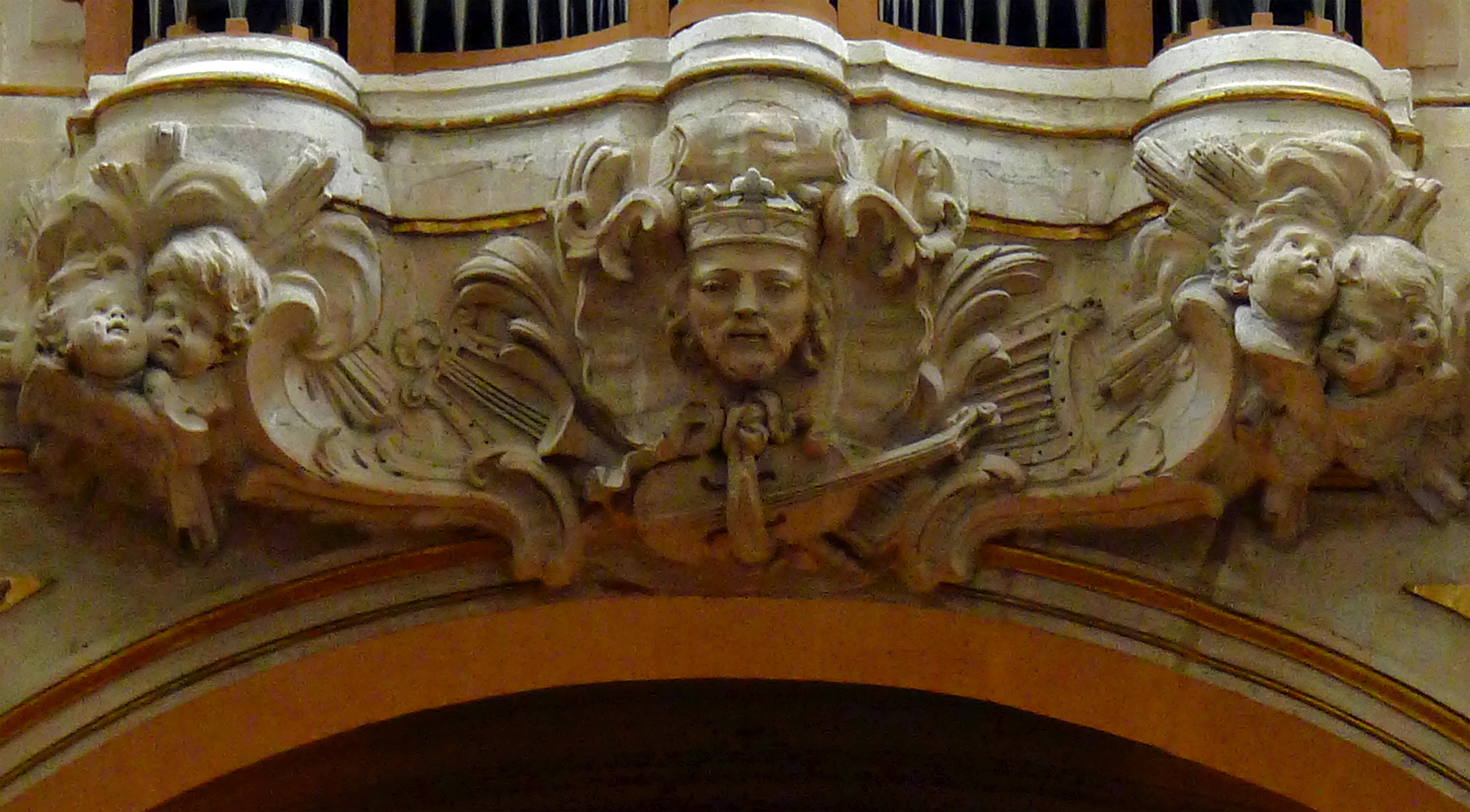
Les sculptures de la base du buffet.

Composition
| Grand-Orgue 56 notes |
| Principal 16'        |
| Octave 8'            |
| Gambe 8'             |
| Flûte 8'             |
| Prestant 4'          |
| Flûte conique 4'     |
| Quinte 3'            |
| Octave 2'            |
| Cornet V             |
| Mixture IV-VI        |
| Basson 16'           |
| Trompette 8'         |

| Récit 56 notes       |
| Bourdon 8'           |
| Principal 8'         |
| Flûte traversière 8' |
| Unda Maris 8'        |
| Octave 4'            |
| Flûte 4'             |
| Nazard 3'            |
| Traversine 2'        |
| Octave 2'            |
| Terz 1 3/5'          |
| Quinte 1 1/3'        |
| Sifflet 1'           |
| Mixture III          |
| Fagott 16'           |
| Voix humaine 8'      |

| Positif de dos 56 notes |
| Montre 8'               |
| Bourdon 8'              |
| Quintaton 8'            |
| Prestant 4'             |
| Flûte à cheminée 4'     |
| Flageolet 2'            |
| Flûte 1 1/3'            |
| Sesquialter II          |
| Mixture IV              |
| Dulciane 8'             |
| Allemande 4'            |

| Pédale 30 notes |
| Principal 16'   |
| Violon 16'      |
| Bourdon 16'     |
| Quinte 12'      |
| Octave 8'       |
| Bourdon 8'      |
| Prestant 4'     |
| Flûte 2'        |
| Mixture IV      |
| Dulciane 32'    |
| Buzène 16'      |
| Trompette 8'    |
| Cornet 4'       |

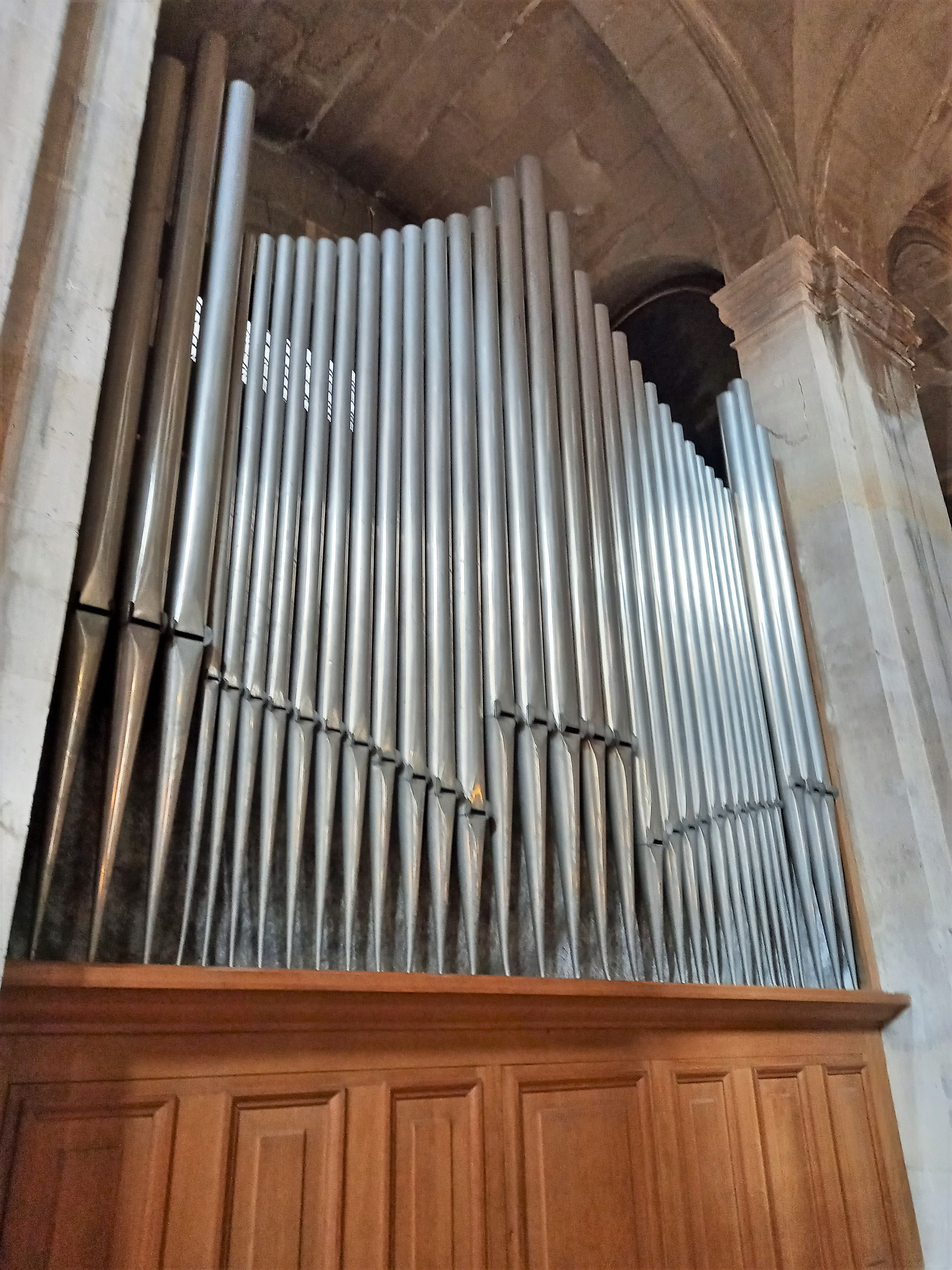
L'orgue de chœur.

L'église possède également un orgue de chœur par le facteur Gutschenritter, de 1965. Les transmissions sont électriques.
Composition
| Grand-Orgue 56 notes |
| Bourdon 16'          |
| Bourdon 8'           |
| Montre 8'            |
| Flûte harmonique 8'  |
| Flûte douce 4'       |
| Prestant 4'          |
| Nasard 2 2/3'        |
| Doublette 2'         |
| Tierce 1 3/5'        |

| Récit expressif 56 notes |
| Gambe 8'                 |
| Voix céleste 8'          |
| Flûte 8'                 |
| Flûte 4'                 |
| Fourniture IV            |
| Basson-Hautbois 8'       |
| Trompette 8'             |

| Pédale 30 notes |
| Soubasse 16'    |
| Bourdon 8'      |
| Flûte 8'        |
| Flûte 4'        |

## Œuvres d’art et mobilier
- Deux tableaux d'Armand Félix Marie Jobbé-Duval sont conservés derrière le chœur.
- Une  Vierge à l'Enfant, de François Alexandre Lafond (1815-1901), acquise au Salon de peinture et de sculpture de 1866
- Dans la chapelle des fonts baptismaux se trouvent huit petits tableaux sur bois représentant huit scènes de la vie du Christ attribués à l'École rhénane du début du XVIe siècle.

École rhénane du début du XVIe siècle, scènes de la vie du Christ
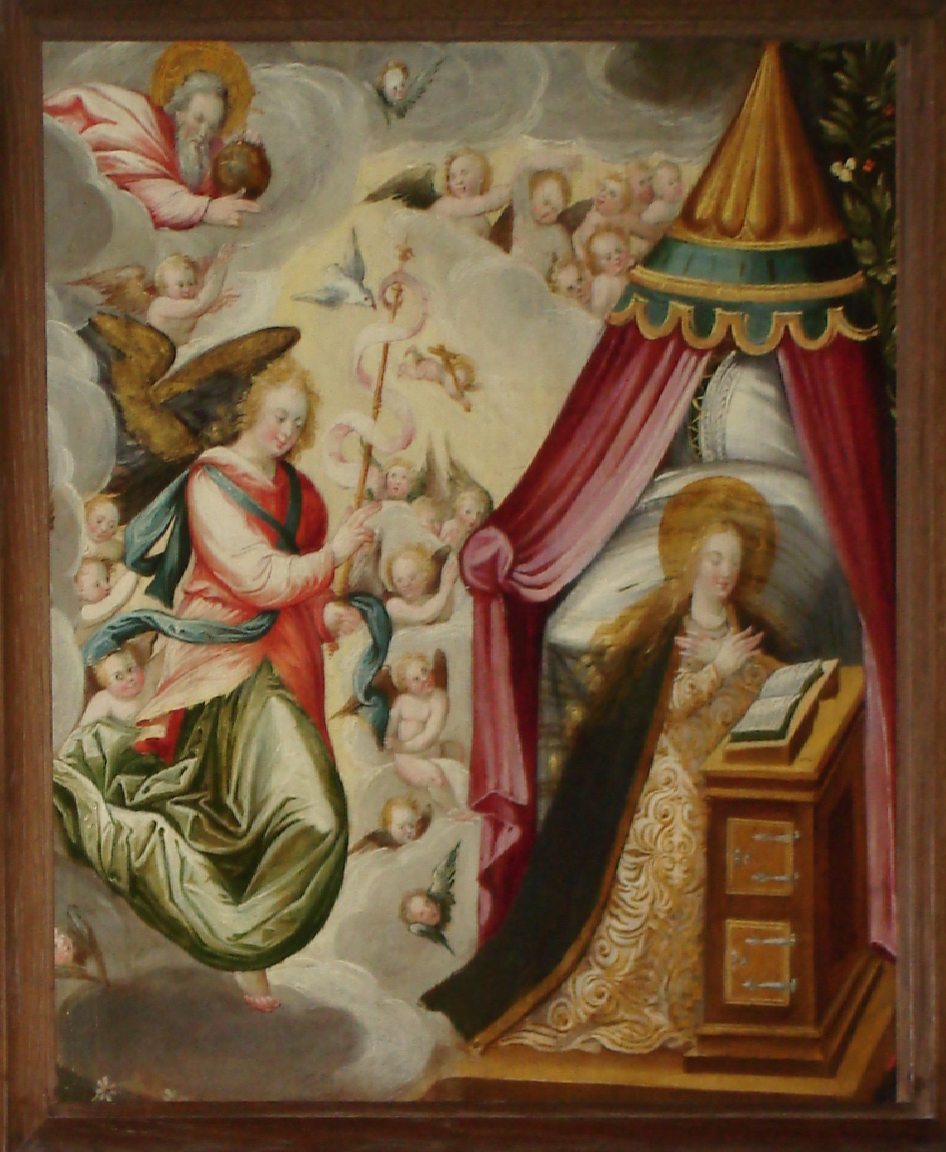
L'Annonciation.
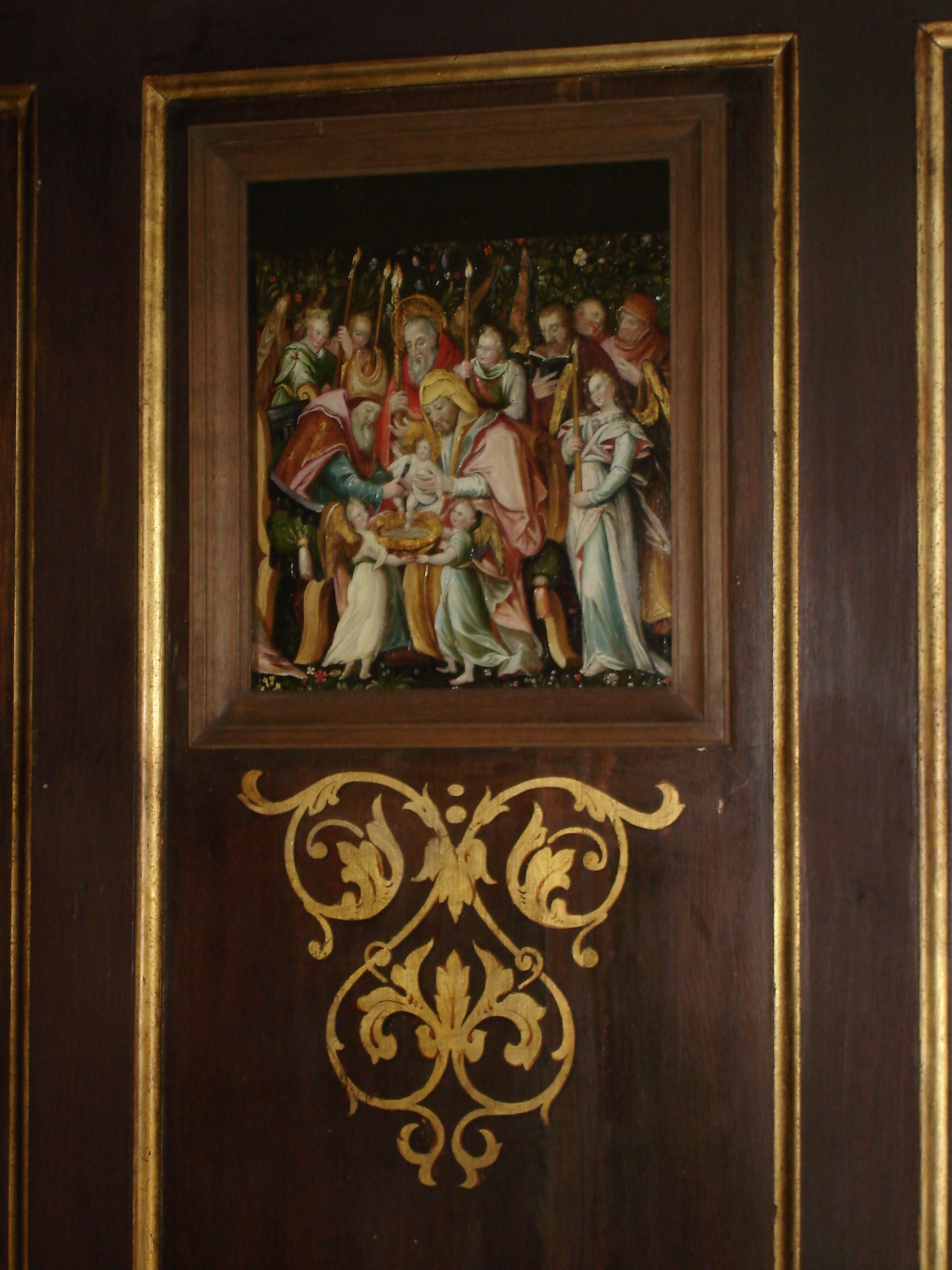
La Circoncision.
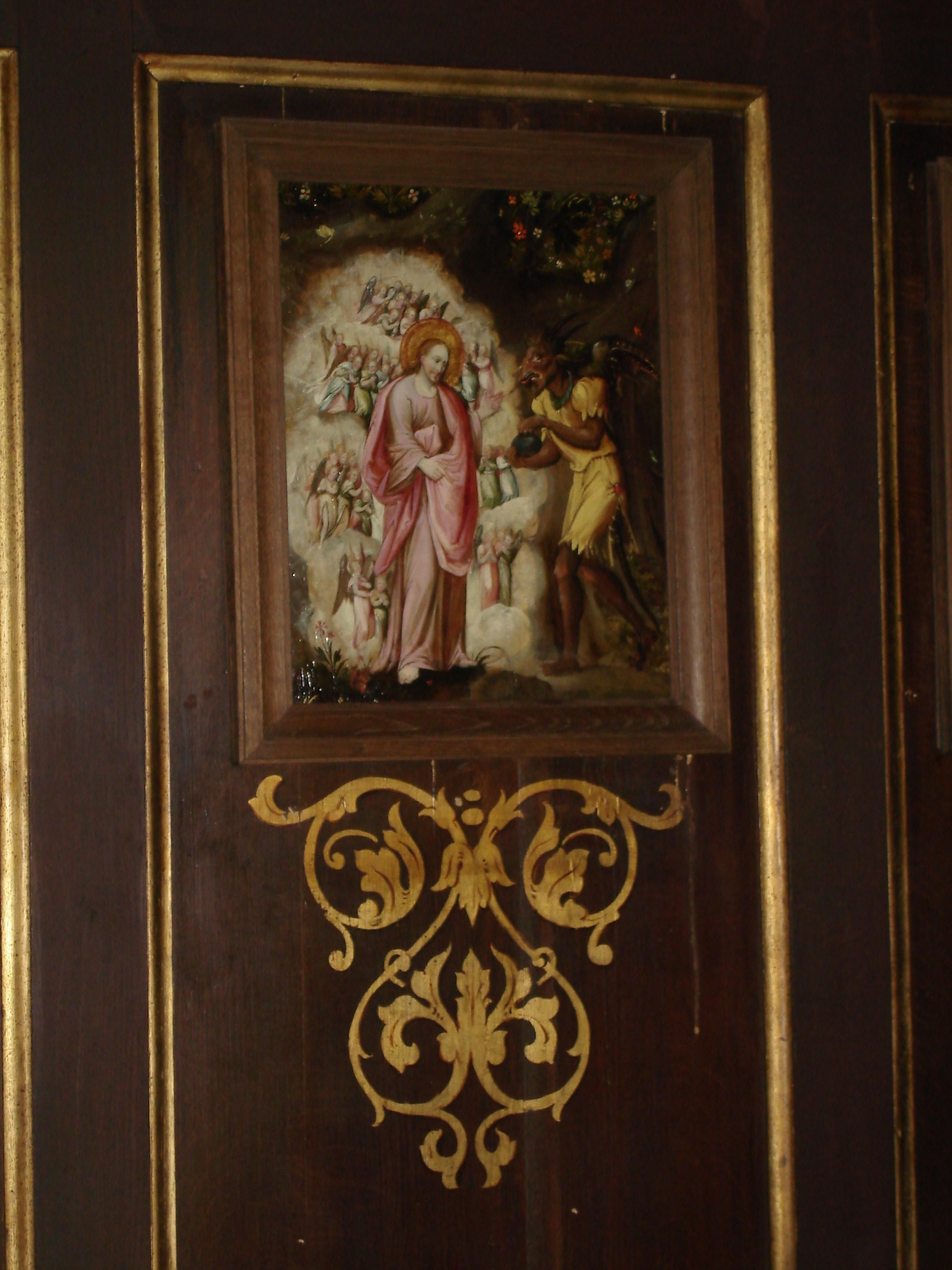
La Tentation du Christ.
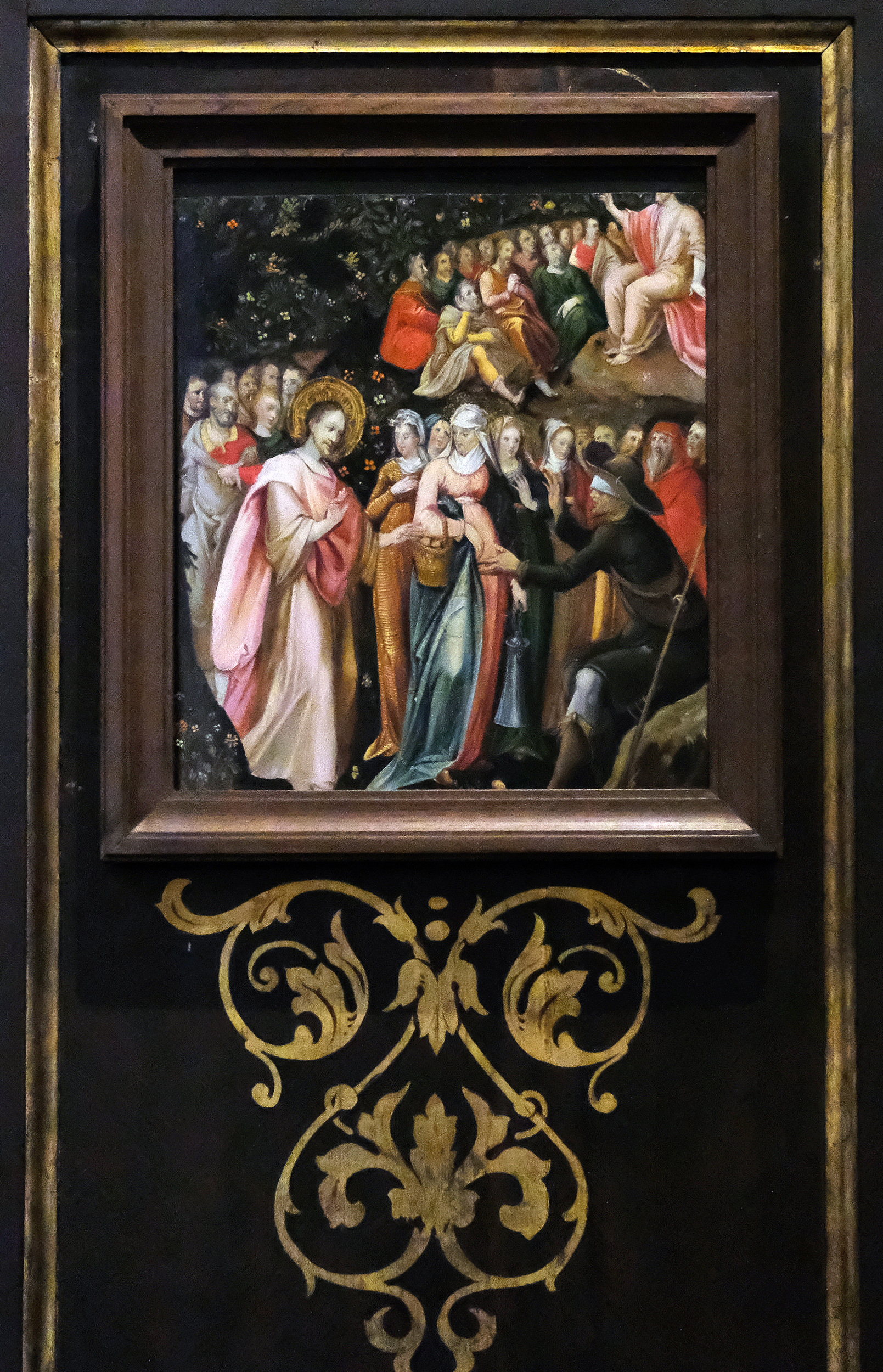
Jésus guérissant un aveugle à Jéricho.
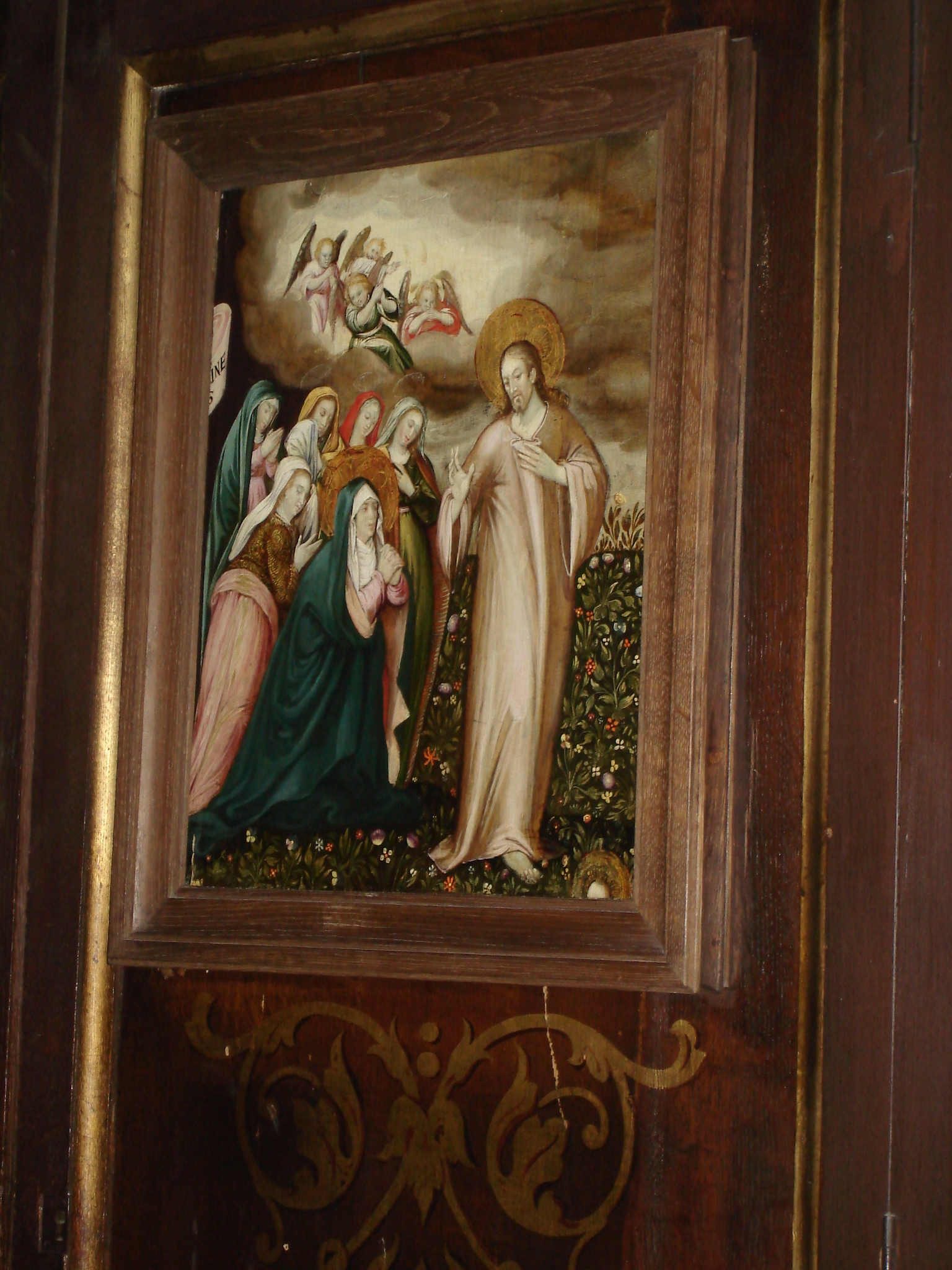
Les Adieux du Christ.

L'icône de Notre-Dame du perpétuel Secours est une image miraculeuse du XVIe siècle, en provenance d'Orient, et amenée à Rome. Sa vénération à la fin du XIXe siècle a été propagée par les Rédemptoristes. L'icône montre le Christ enfant dans les bras de la Vierge Marie entouré des archanges Gabriel et Michel tenant les instruments de la Passion. Dans chaque transept se dresse une statue, respectivement une Vierge à l'Enfant et une sainte Geneviève.

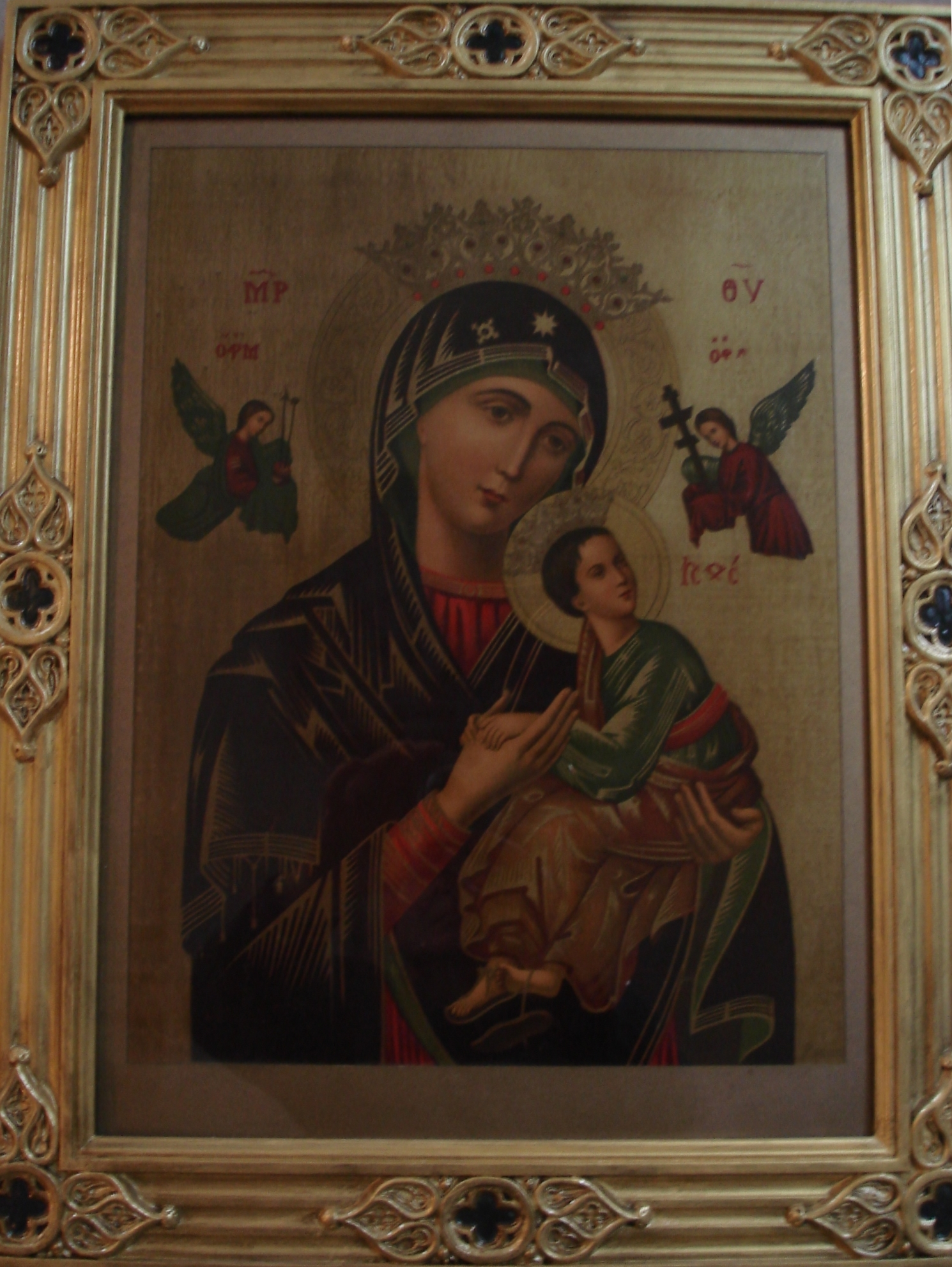
Notre-Dame du perpétuel Secours, icône.
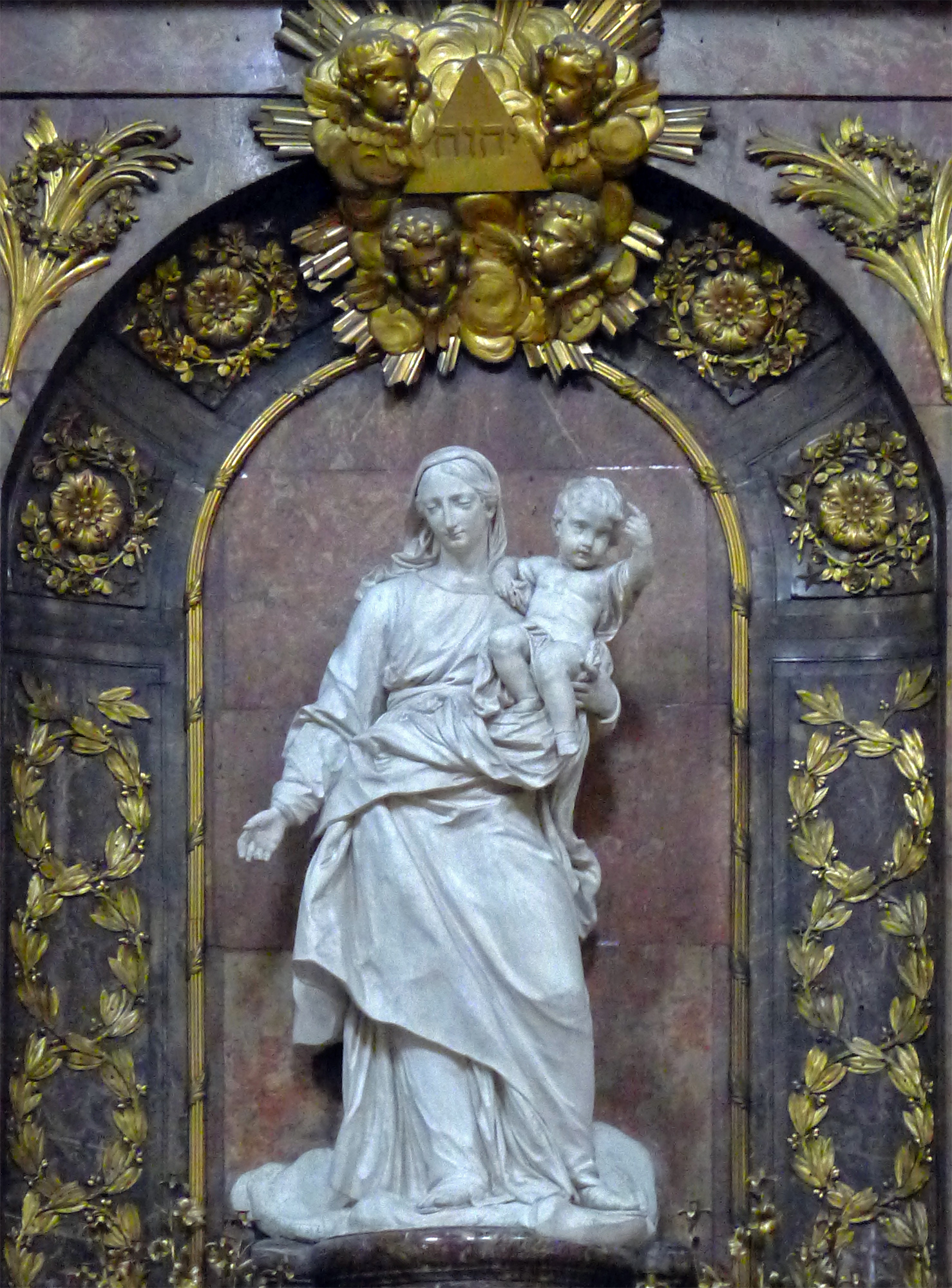
Vierge à l'Enfant.
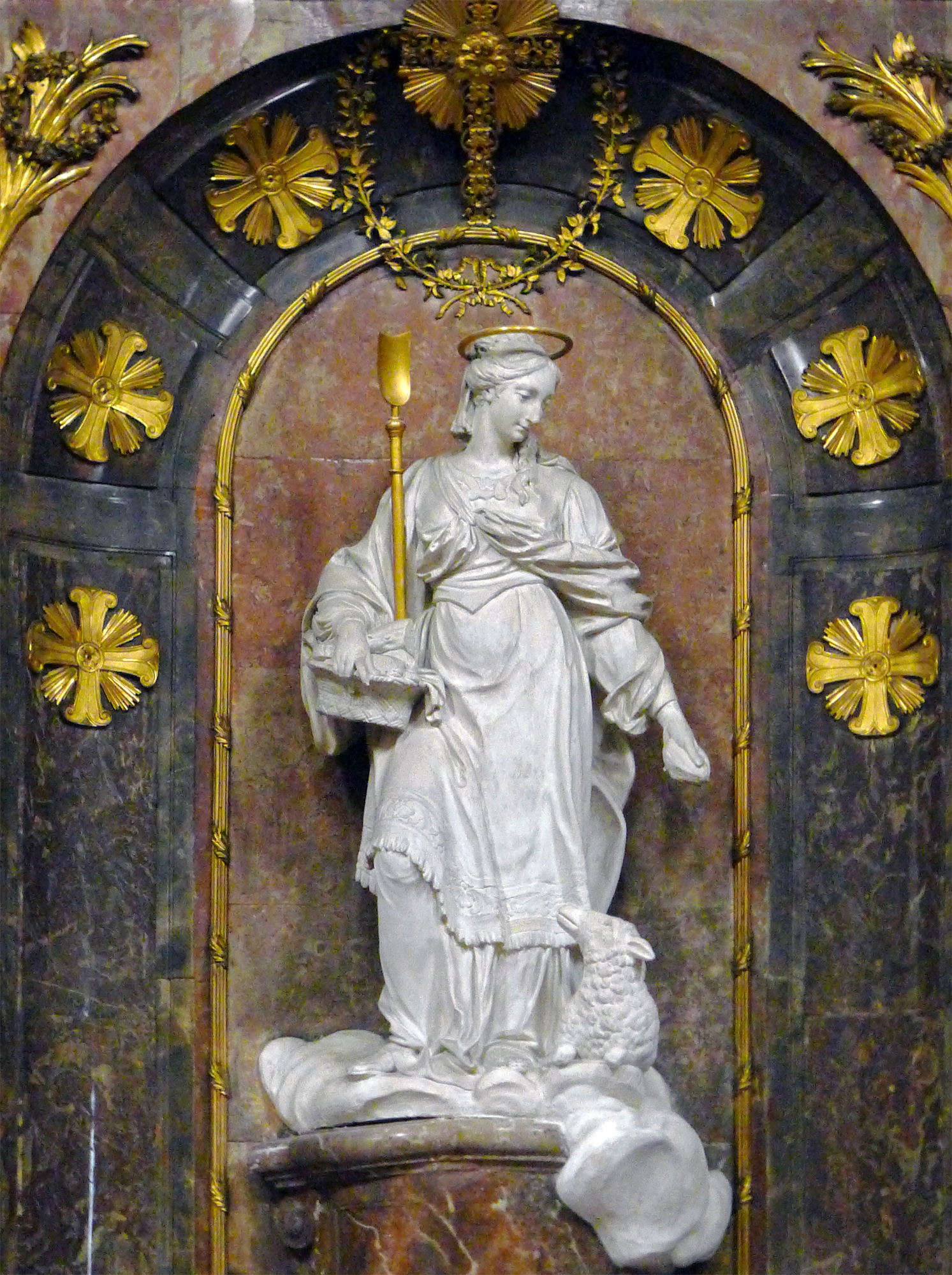
Sainte Geneviève.

Vitraux
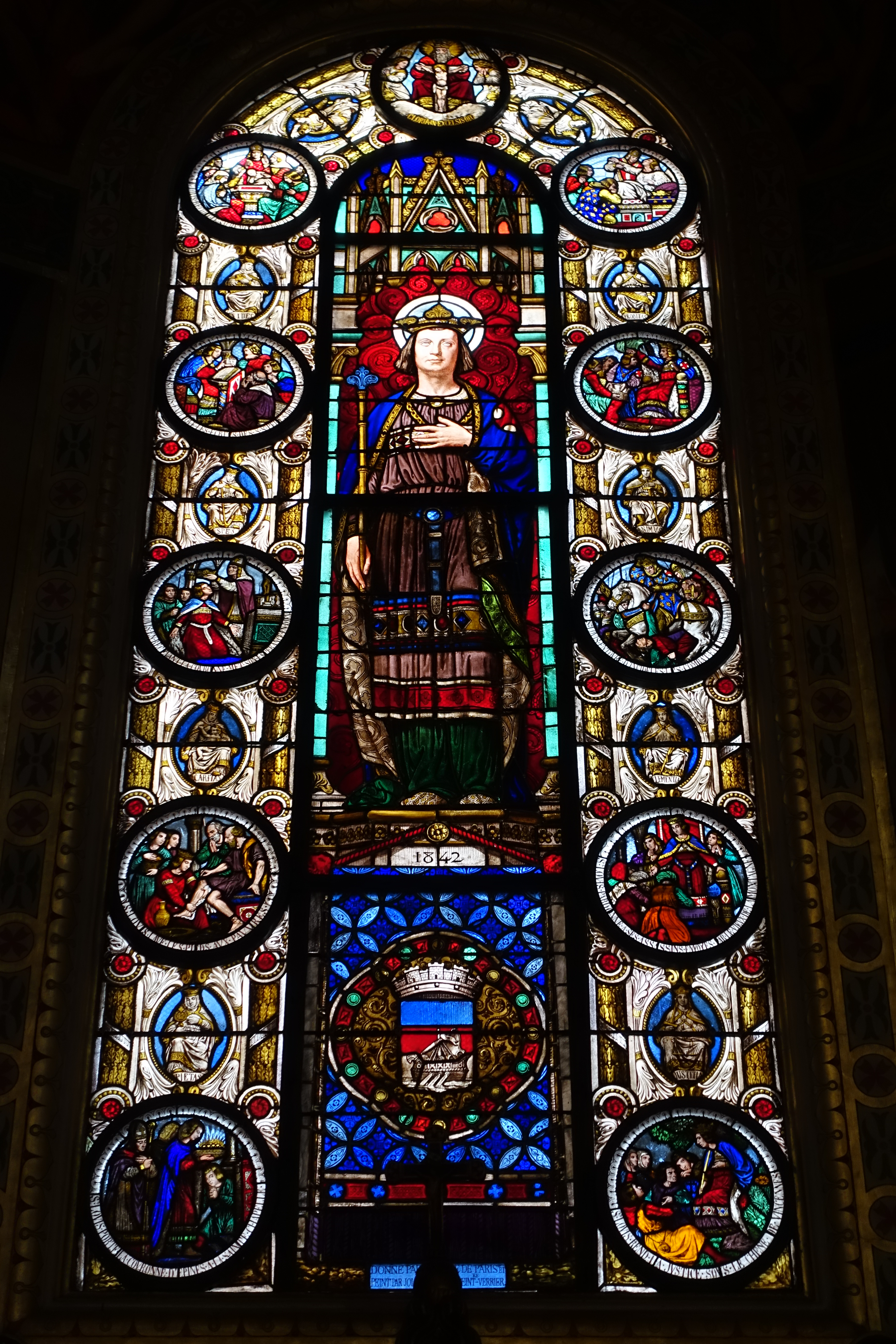
Saint Louis.
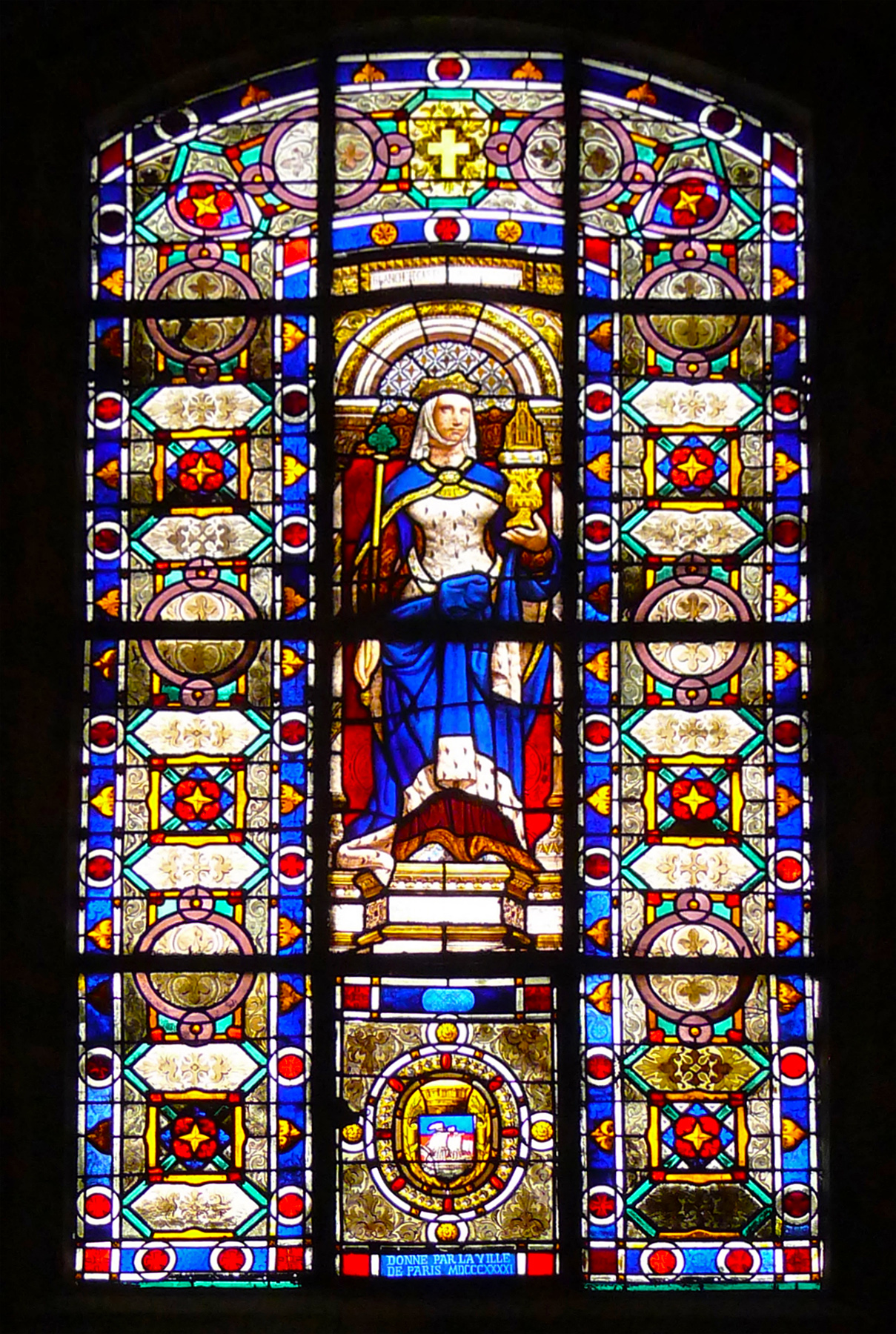
Blanche de Castille, mère de Saint Louis.
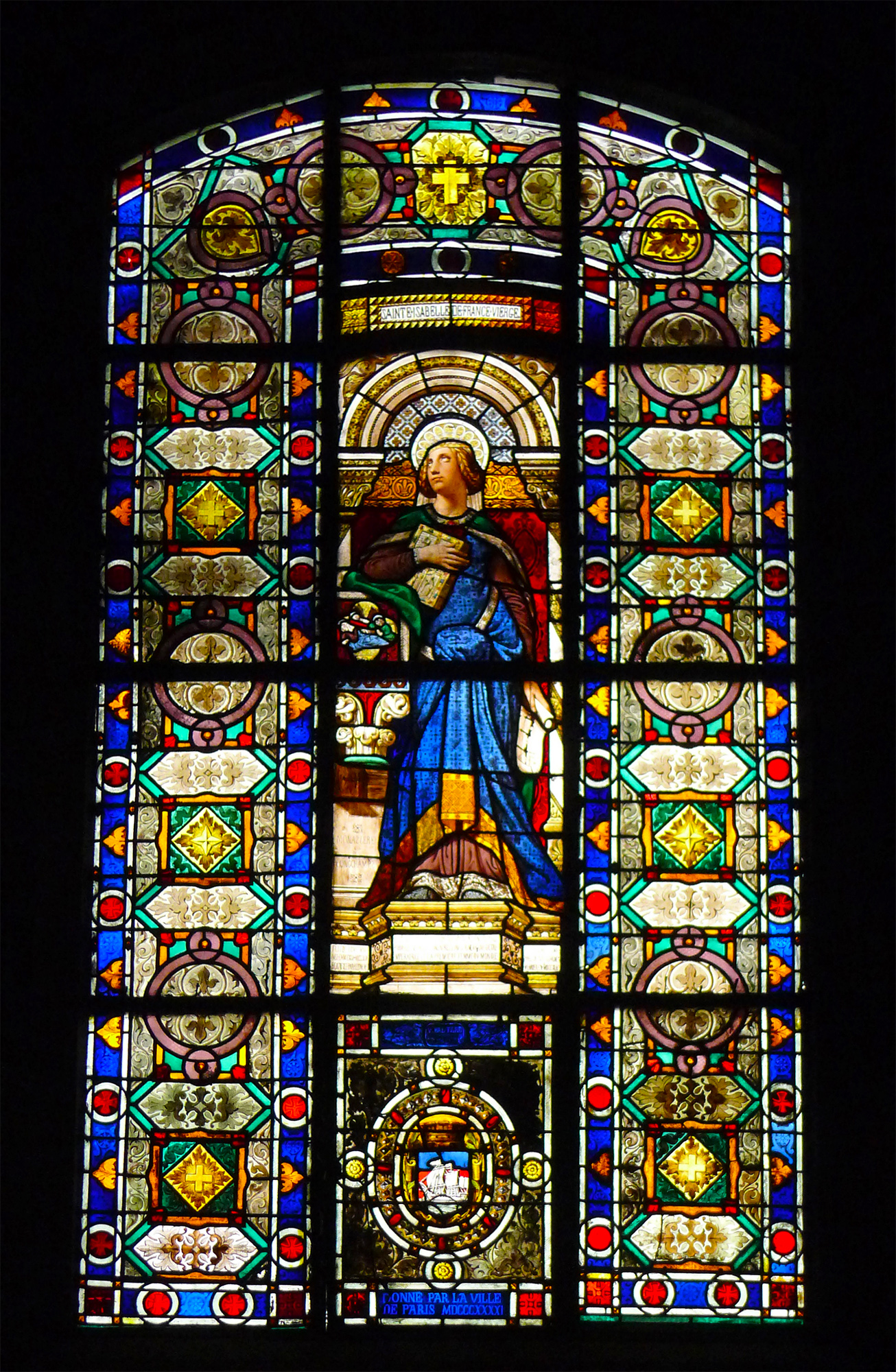
Isabelle de France, sœur de Saint Louis.
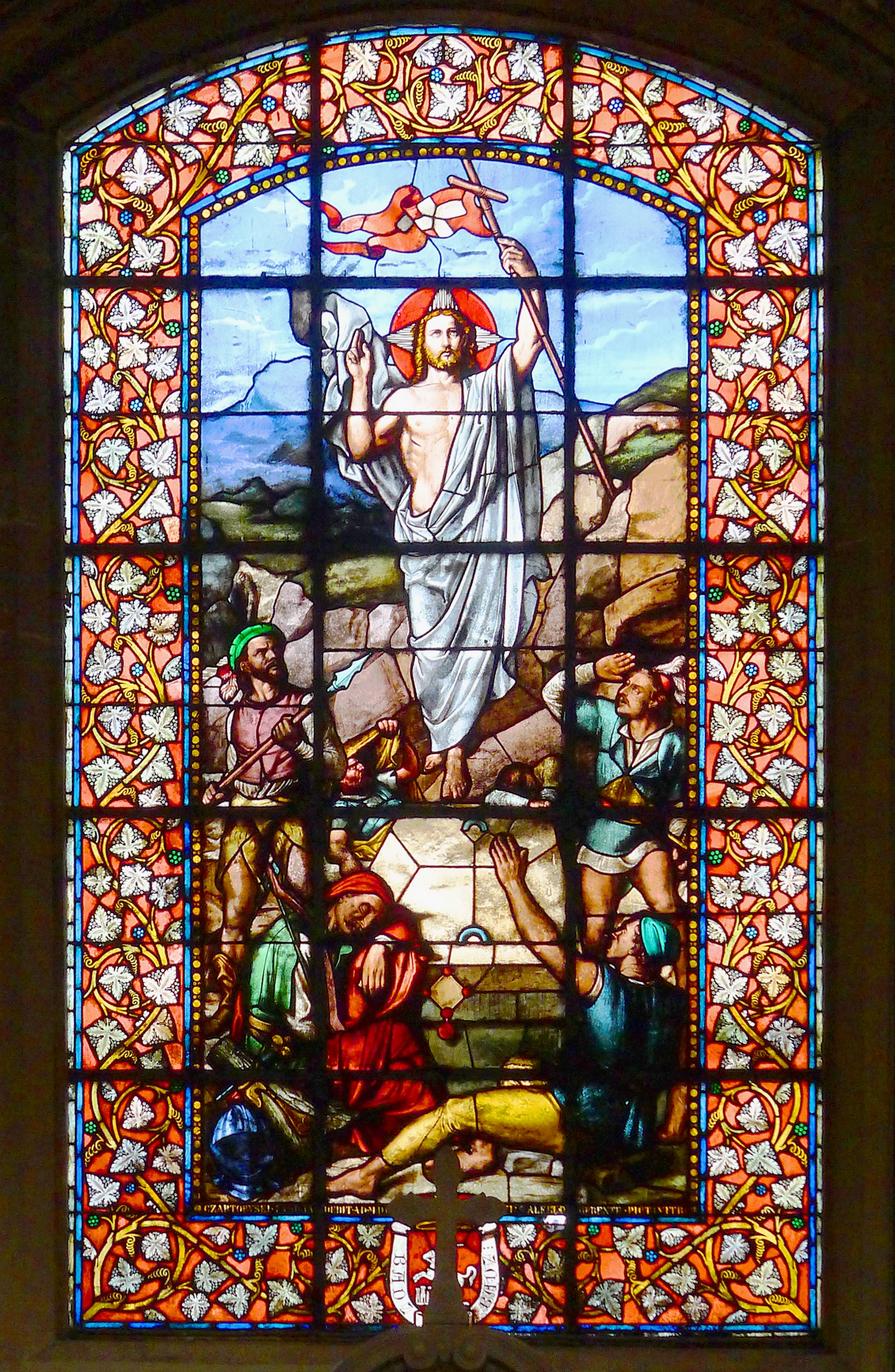
La Résurrection du Christ.
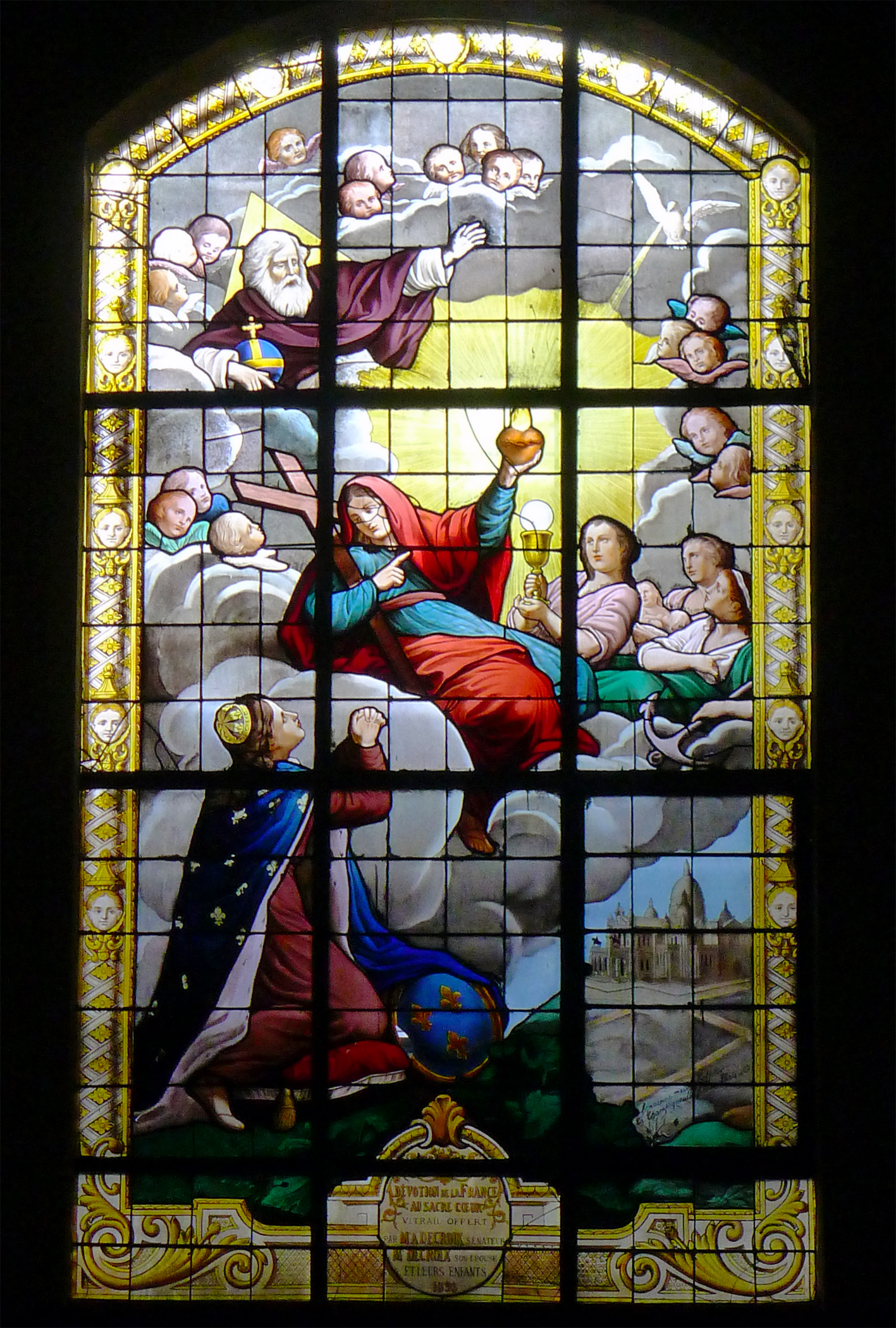
Dévotion de la France au Sacré-Cœur.

Mobilier
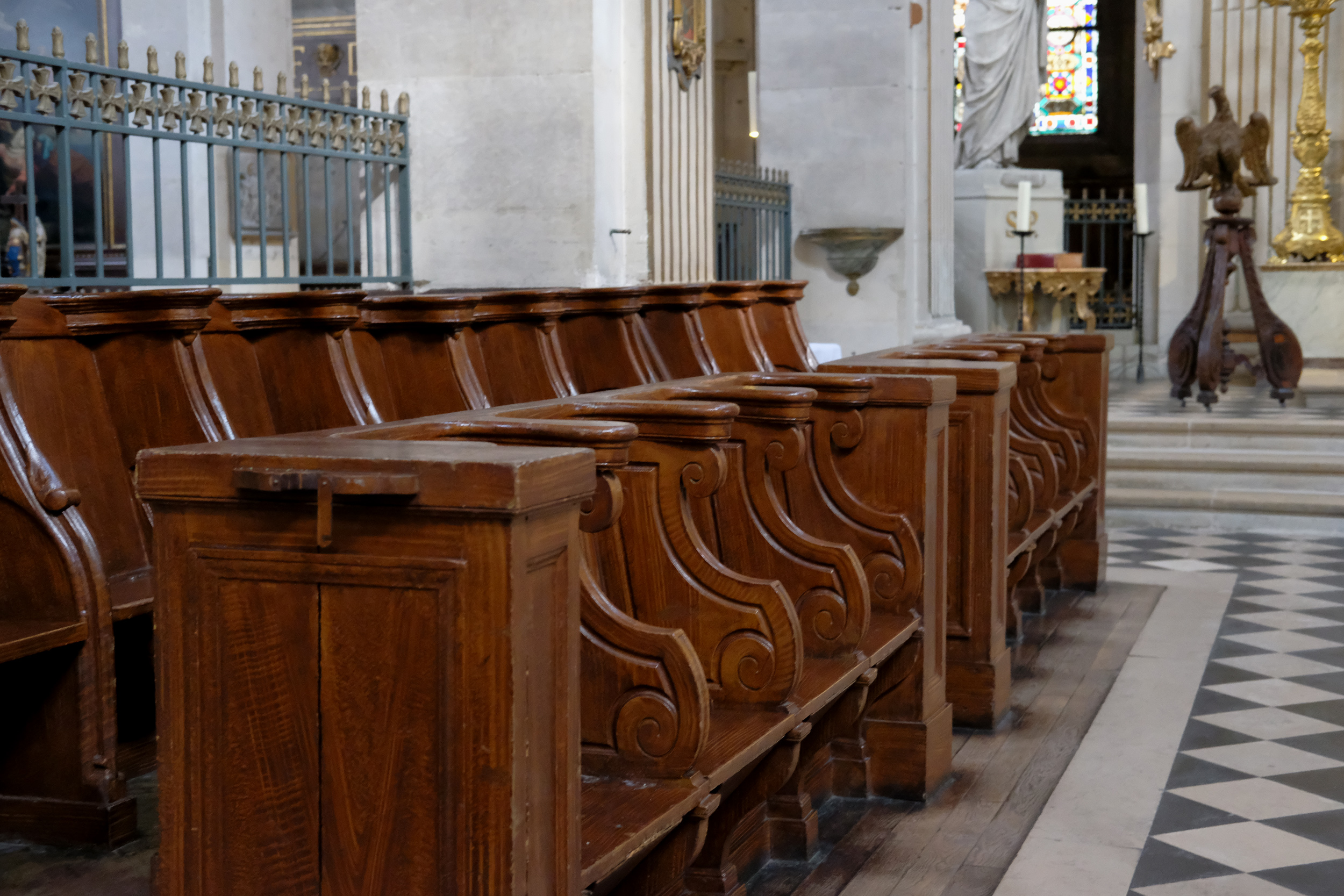
Stalles du chœur.
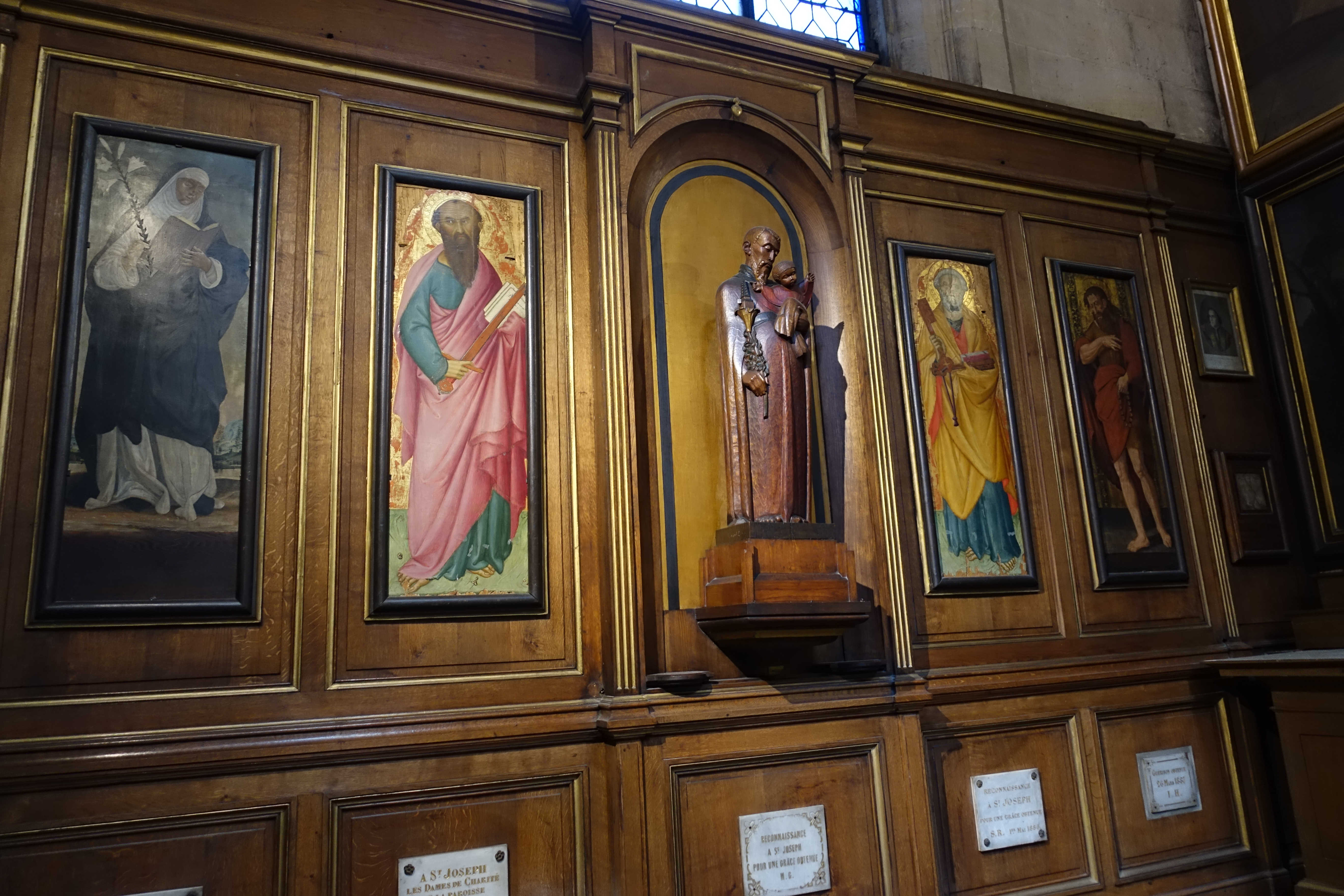
Statue et panneaux peints de la chapelle Saint-Joseph.
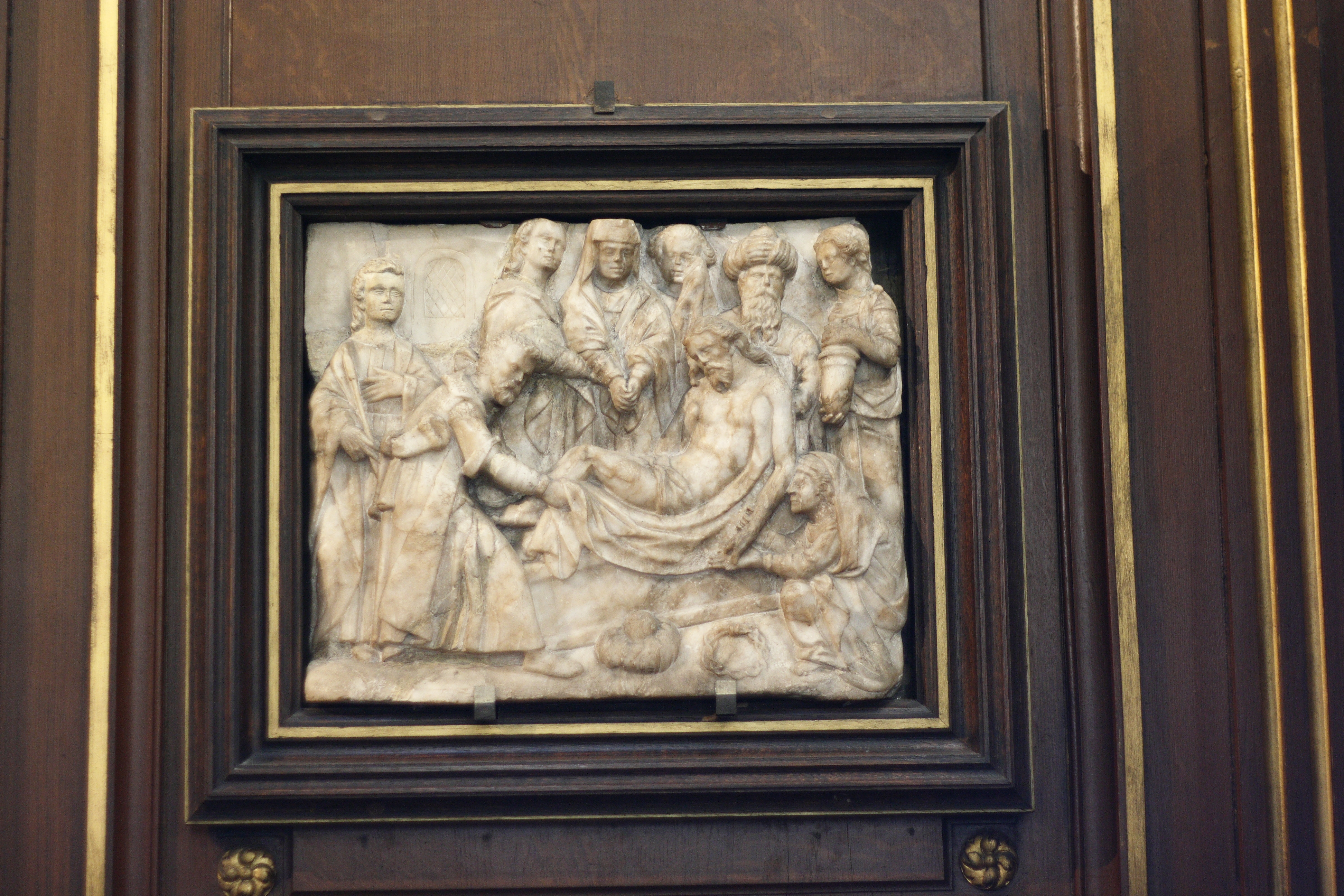
La Mise au tombeau, albâtre, XVIe siècle.

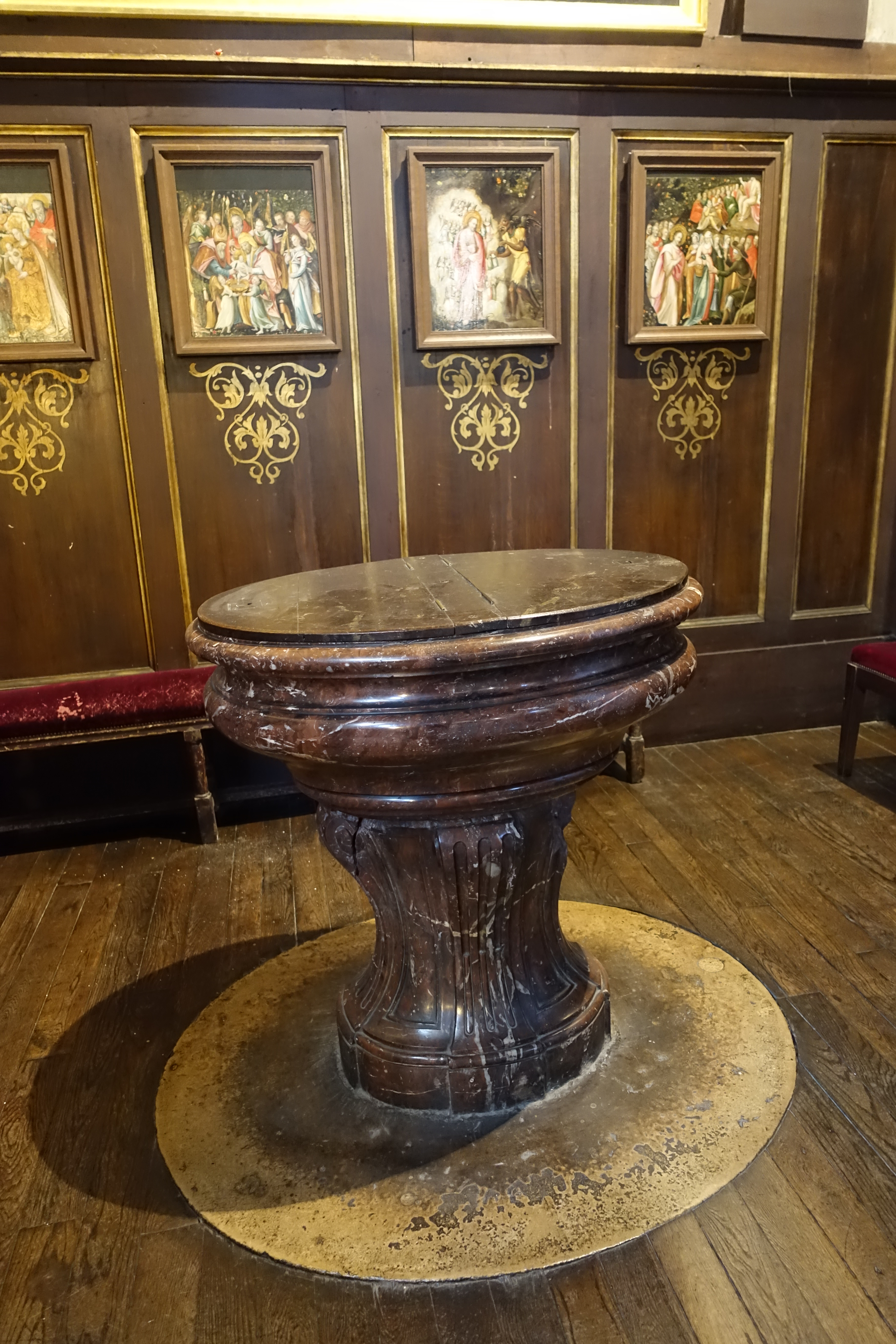
Fonts baptismaux.
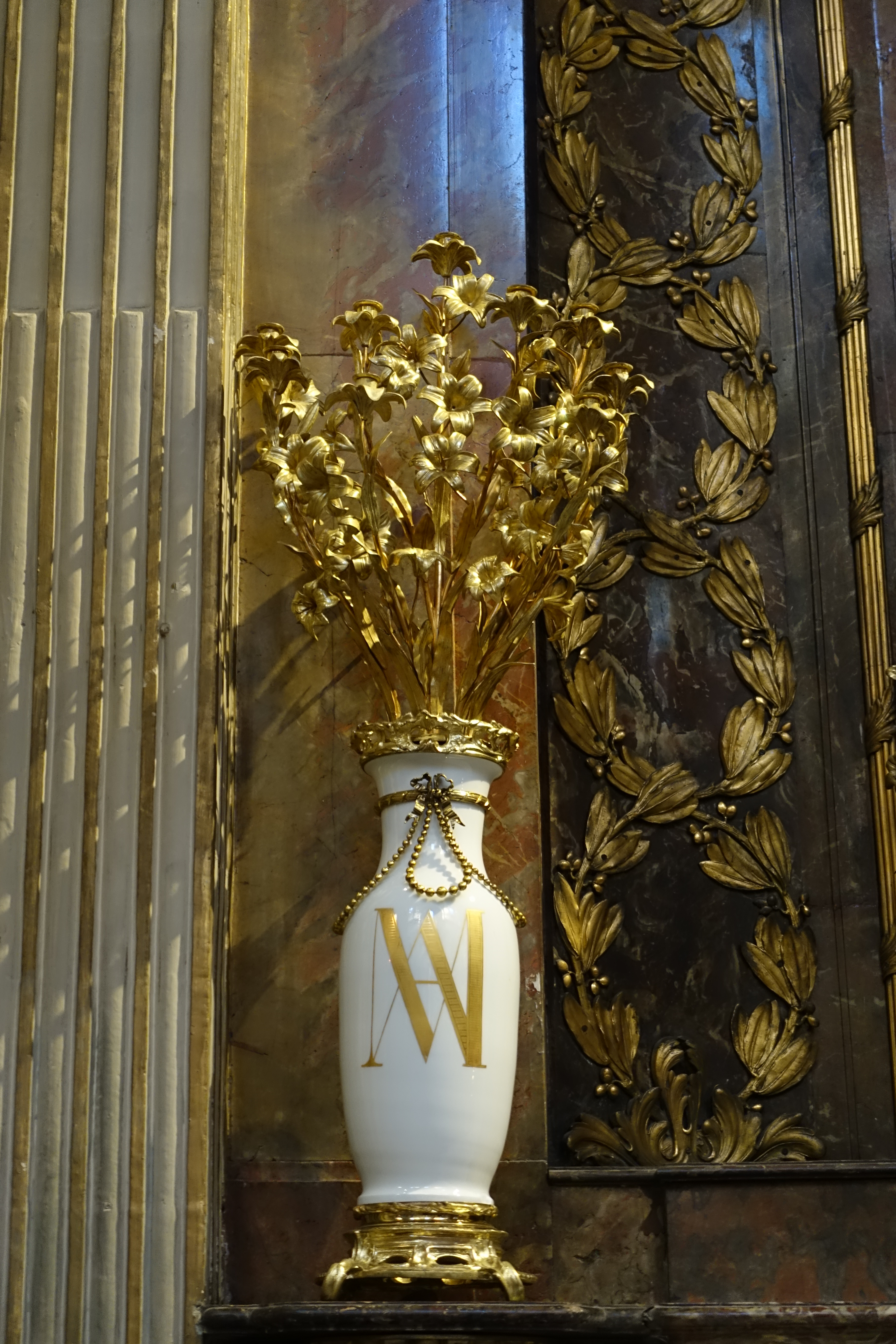
Vase et bouquet de fleurs dorées à l'autel de la Vierge du transept sud.
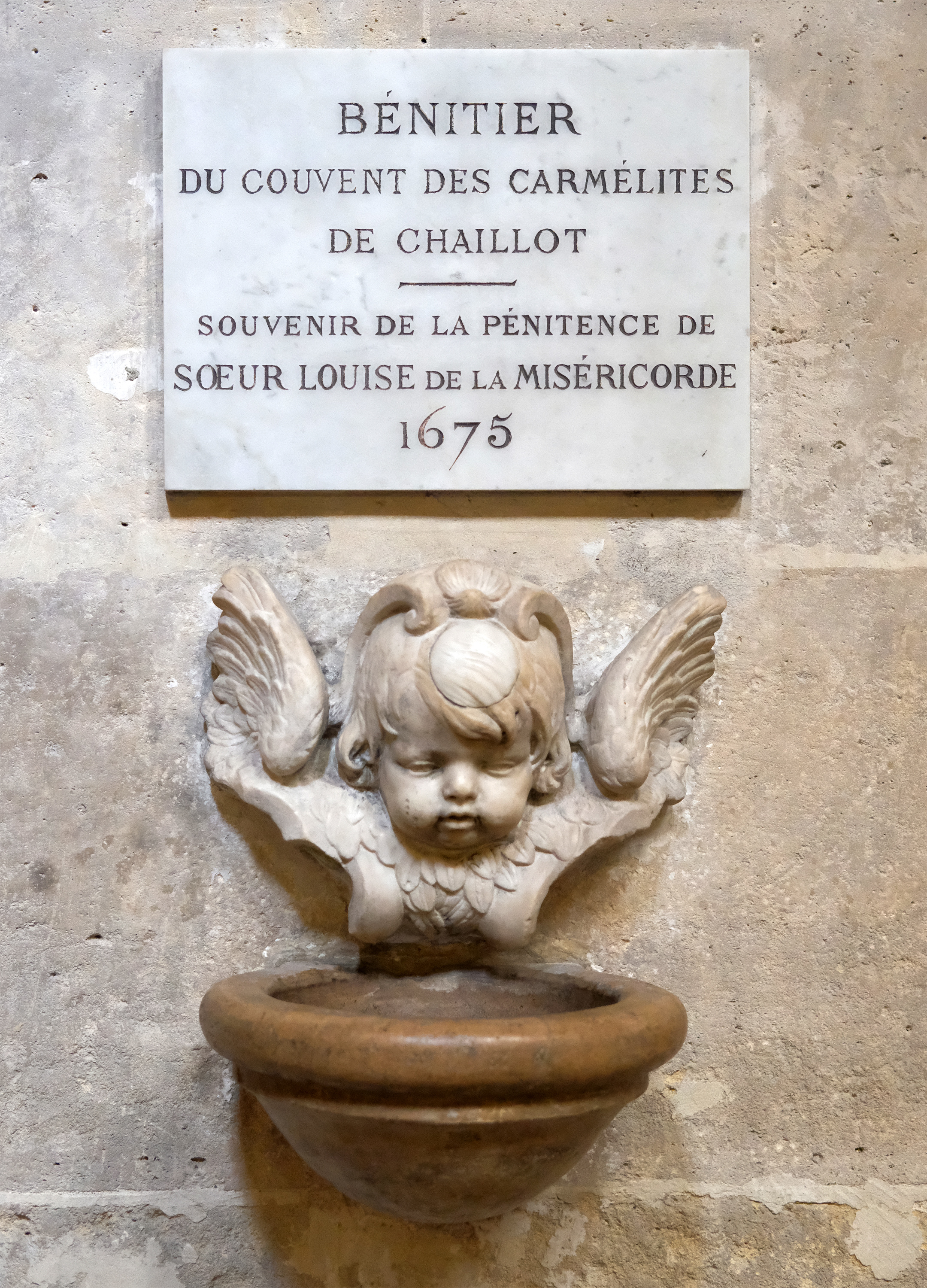
Bénitier en provenance du couvent des carmélites de Chaillot.

## Liste des curés
- 1623-1645 : Louis Guyard de Saint-Julien, chanoine de ND en 1645, mort en 1659.
- 1645-1662 : Pierre de Graves, chanoine de ND en 1662, mort en 1683.
- 1662-1693 : Bernard Cros, mort en charge.
- 1693-1726 : Jacques Lhuillier, curé 7 avril 1693, mort en 1733.
- 1726-1759 : Jacques Barthélémy de la Broise, mort en charge.
- 1751-1759 : Pierre Guillaume, mort en charge.
- 1759-1785 : Jean Thomas Aubry, mort en charge.
- 1785-1821 : Corentin Coroller, prêtre constitutionnel, se rétracte en 1795, curé concordataire en 1802, mort en mai 1821.
- 1821-1864 : Jean-Baptiste Hubault-Malmaison (1765-1864).
- 1864-1888 : Louis-Auguste Napoléon Bossuet.
- 1888-1898 : Adrien Pravaz.
- 1898-1900 : Charles de Cormont.
- 1900-1913 : Albert Delaage.
- 1913-1918 : Édouard Rousseau.
- 1918-1926 : Laurent Sibille.
- 1926-1933 : Adolphe Duparc.
- 1933-1940 : Ferdinand Renaud.
- 1940-1948 : René Auvray.
- 1948-1955 : Eugène Ronco.
- 1955-1959 : André Lemarchand.
- 1959-1962 : Henry Aube.
- 1962-1968 : Guy Beaunier.
- 1968-1973 : Marcel Barbotin.
- 1973-1974 : Michel Damay.
- 1974-1981 : Lucien Monteix.
- 1981-1993 : Jean Froideval.
- 1993-2001 : Jean Laverton.
- 2001-2009 : Gérard Pelletier.
- 2009-2019 : Olivier de Cagny.
- 2019 : Jean-Baptiste Arnaud.

#### (L'orgue Aubertin)
- Ouvrage collectif, dir. Béatrice de Andia (préf. André Vingt-Trois et Bertrand Delanoë), Les orgues de Paris, Paris, Action artistique de la Ville de Paris, coll. « Paris et son patrimoine / Musique », 2005 (1re éd. 1992), 256 p. (ISBN 2-913246-54-0), p. 34-39.